# 東京医科歯科大学
東京医科歯科大学（とうきょういかしかだいがく、英語: Tokyo Medical and Dental University;TMDU）は、東京都文京区湯島1丁目5番45号に本部を置いていた日本の国立大学。1928年創立、1946年大学設置。
2024年10月1日をもって東京工業大学と合併し、東京科学大学となり、東京医科歯科大学は解散した。

## 概要
本学は、1928年に日本で最初の歯科医学教育機関として設置された、官立の東京高等歯科医学校を前身とする。その後、1944年に医学科が設置され東京医学歯学専門学校となり、1946年に旧制の東京医科歯科大学、1951年に新制大学となった。
本学の立地は日本の歴史上の近代教育発祥の地（西洋医学発祥の地は医学伝習所）であり、前身には1790年（寛政2年）昌平坂学問所、1872年（明治5年）東京師範学校、1890年（明治23年）東京女子高等師範学校があり、240年余の歴史があった。
四大学連合の一員であり、また医療系産学連携ネットワーク協議会 (medU-net) の幹事校であった。日本で唯一、教養部が設置されていた大学であった。
QS世界大学ランキング2024では、歯学分野で世界4位、医学分野で世界128位に位置していた。
2022年8月8日、東京工業大学と統合に関する協議を始めることが報じられ、同月9日に統合に向けた協議を開始したことを正式発表した。2022年10月14日、東京工業大学との間で統合に向けた基本合意書を締結したことを発表した。
2023年1月19日、統合後の新大学名称を東京科学大学（とうきょうかがくだいがく、英語: Institute of Science Tokyo）とする予定である事、並びにこれを同月中に大学設置・学校法人審議会に提出する事を発表した。なお、令和五年政令第三百六十二号により、東京工業大学は東京科学大学へ名称を変更。東京医科歯科大学は廃校（解散）し、一切の権利・義務は、東京科学大学（東京工業大学）へ承継することとなった。

## 沿革
- 1928年10月12日 一ツ橋の東京商科大学（現：一橋大学）校舎を借りて東京高等歯科医学校設置、初代学校長島峰徹。
- 1930年12月 御茶ノ水の東京女子高等師範学校（現・お茶の水女子大学）跡地に移転。
- 1935年 校舎（現・2号館）完成[9]。
- 1944年4月1日 東京医学歯学専門学校となり、医学科を設置。
- 1946年8月27日 旧制東京医科歯科大学に昇格、医学科・歯学科が医学部医学科・歯学部歯学科に改組、茨城県稲敷郡安中村に大学予科を設置、附属図書館設置。
- 1949年6月1日 医学部歯学部附属医院を医学部附属病院と歯学部附属病院に改称。
- 1950年 大学予科が千葉大学に移管、大学予科三年生を伴ったため千葉大学東京医科歯科大学予科と呼ばれ、後に千葉大学文理学部となる
- 1951年4月1日 新制国立東京医科歯科大学を設置。
  - 歯科材料研究所を附置。
  - 医学部附属厚生女子部を医学部附属看護学校に改称。
  - 歯学部附属歯科衛生士学校を設置。
- 1952年4月1日 歯学部附属歯科技工士学校を設置。
- 1955年4月1日
  - 大学院医学研究科および大学院歯学研究科を設置。
  - 医学部進学課程・歯学部進学課程を千葉大学文理学部内に設置。
- 1958年4月1日 千葉大学内設置課程の学生募集を停止、東京医科歯科大学国府台分校として医学部進学課程・歯学部進学課程を設置。
- 1962年4月1日 医学部附属衛生検査技師学校を設置。
- 1965年4月1日 教養部を設置。
- 1966年4月5日 歯科材料研究所を医用器材研究所に改称。
- 1970年4月17日 保健管理センターを設置。
- 1972年4月1日 医学部附属臨床検査技師学校を設置。
- 1973年
  - 3月31日 医学部附属衛生検査技師学校を廃止。
  - 9月29日 難治疾患研究所を設置。
- 1989年
  - 4月1日 医学部保健衛生学科、看護学専攻および検査技術学専攻を設置。
  - 5月19日 機器分析室を設置。
- 1991年3月31日 医学部附属看護学校および臨床検査技師学校を廃止。
- 1993年
  - 3月31日 機器分析室を廃止。
  - 4月1日
    - 大学院医学研究科を大学院医学系研究科に改称。
    - 大学院医学系研究科に保健衛生学専攻を設置。
    - 疾患遺伝子実験センターを設置。
- 1995年4月1日
  - 大学院歯学研究科に博士課程生体機能制御歯科学専攻設置。
  - 大学院医学系研究科に博士課程生体感染制御医科学系専攻および博士課程保健衛生学専攻を設置。
- 1996年5月11日 機器分析センターを設置。
- 1998年4月9日 アイソトープ総合センターを設置。
- 1999年4月1日
  - 大学院医歯学総合研究科を設置。
  - 医用器材研究所を生体材料工学研究所へと改組。
- 2000年4月1日 大学院医歯学総合研究科（7専攻）を設置。
  - 大学院医学系研究科の学生募集を停止。
  - 大学院医学系研究科の保健衛生学専攻を大学院保健衛生学研究科に改称。
- 2001年4月1日
  - 大学院医歯学総合研究科を設置。
    - 大学院医歯学総合研究科に修士課程医歯科学専攻を設置。

  - 大学院保健衛生学研究科を設置。
- 2002年4月1日 医歯学教育システム研究センターを設置。
- 2003年
  - 4月1日
    - 大学院生命情報科学教育部を設置。
    - 機器分析センター、アイソトープ総合センター、動物実験施設を統合し、先端研究支援センターを設置。
    - 大学院疾患生命科学研究部を設置。

  - 9月1日 知的財産本部を設置。
- 2004年4月1日
  - 国立大学法人東京医科歯科大学に改組。
    - 大学院医歯学総合研究科博士課程医歯科学専攻に医療管理政策学コースを開設。
    - 歯学部口腔保健学科を設置。

  - 経営協議会学外委員に出井伸之、井上孝美、渡辺恒雄（学長選考委員会座長）の3名が就任する。
- 2005年3月31日 歯学部附属歯科衛生士学校を廃止。
- 2009年
  - 4月 国際交流センターを設置。
  - 12月 スチューデントセンターを設置。
- 2010年4月
  - 図書館情報メディア機構を設置。
  - 医歯学研究支援センターを設置。
  - 実験動物センターを設置。
  - 医歯学融合教育支援センターを設置。
  - 生命倫理研究センターを常設センターに変更。
- 2011年
  - 4月
    - 歯学部口腔保健学科（2専攻）を設置（口腔保健衛生学専攻・口腔保健工学専攻）。
    - 研究・産学連携推進機構を設置。

  - 8月 東京医科歯科大学基金を設置。
  - 11月 病院運営企画部を設置。
- 2012年4月
  - 大学院医歯学総合研究科を改組（2専攻）（大学院生命情報科学教育部を統合）。
  - 女性研究者支援室を設置。
  - スポーツ医歯学センターを設置。
- 2013年
  - 2月 疾患バイオリソースセンターを常設センターに変更。
  - 4月
    - 再生医療研究センターを設置。
    - 学生支援・保健管理機構を設置。
    - 職員健康管理室を設置。
    - 広報部を設置[10][11]。
- 2016年4月1日 学長特別顧問に出井伸之、井上孝美、渡辺恒雄（学長選考委員会座長）の3名が就任する。
- 2019年12月2日 - 2020年4月に「M＆Dデータ科学センター」、2022年4月に新学部として「メディカルデータサイエンス学部」を設置する計画を明らかにした[12]（後に、2022年4月の時点でメディカルデータサイエンス学部新設は実現に至らず）。
- 2020年4月
  - M＆Dデータ科学センターを設置。
  - 日本初の、次世代型ロボット支援下手術（ダ・ヴィンチ手術）、次世代PET（canon製）等を導入する機能強化棟を着工した。
- 2020年10月 指定国立大学法人に指定[13]。
- 2021年9月現在 東京医科歯科大学医学部附属病院、東京医科歯科大学歯学部附属病院共に厚生労働省指定の特定機能病院である。
- 2021年10月1日 東京医科歯科大学病院開設（東京医科歯科大学医学部附属病院、東京医科歯科大学歯学部附属病院を統合[14]）。
- 2023年4月1日 学長選考委員会座長に山口寿一読売新聞社長が就任する。
- 2024年10月1日 国立大学法人東京医科歯科大学は廃校（解散）し、権利及び義務並びに業務が国立大学法人東京科学大学に承継される[15][16]。

## 基礎データ

### 象徴
ミッション
- 知と癒しの匠を創造する (Cultivating Professionals with Knowledge and Humanity)

教育理念
- 幅広い教養と豊かな感性を備えた人間性の涵養
- 自己問題提起、自己問題解決型の創造的人間の養成
- 国際性豊かな医療人の養成

ブランドゴール
- 医科歯科連携で、世界の医療・医歯学研究のグローバルスタンダードへ

スクールカラー
- Mission Blue
- Bloom Gold

### 学生歌
- 『我等が東京医科歯科大学』（創立30周年記念行事記念歌）

作詞：倉林高次 作曲：境修（どちらも1935年歯卒）

### 交通アクセス
東京都文京区湯島と、神田川を挟んで向かい合う千代田区駿河台の御茶ノ水地区にメインキャンパスが、千葉県市川市国府台に教養部がある。
- 湯島キャンパス（医学部、歯学部）
- 駿河台キャンパス（難治疾患研究所、生体材料工学研究所）

JR東日本・東京メトロ御茶ノ水駅または東京メトロ新御茶ノ水駅下車。
- 国府台キャンパス（学部1年次）

京成電鉄国府台駅下車徒歩10分または北総鉄道矢切駅下車徒歩12分。JR東日本市川駅などから路線バスで国府台病院下車。

## 組織

### 学部
- 医学部
  - 医学科（6年制）
  - 保健衛生学科（4年制）
    - 看護学専攻
    - 検査技術学専攻

- 歯学部
  - 歯学科（6年制）
  - 口腔保健学科（4年制）[注 1]
    - 口腔保健衛生学専攻
    - 口腔保健工学専攻

### 研究科
- 医歯学総合研究科
  - 医歯理工保健学専攻（修士課程、2年制）
    - 医療管理政策学コース
      - 医療管理学コース（標準修業年限1年）
      - 医療政策学コース（標準修業年限2年）

    - グローバルヘルスリーダー養成コース

  - 医歯学系専攻（博士課程、4年制）
    - 口腔機能再構築学講座
    - 顎顔面頸部機能再建学講座
    - 生体支持組織学講座
    - 環境社会医歯学講座
    - 老化制御学講座
    - 全人的医療開発学講座
    - 認知行動医学講座
    - 生体環境応答学講座
    - 器官システム制御学講座
    - 先端医療開発学講座

  - ジョイント・ディグリー・プログラム（博士課程、5年制）
    - 東京医科歯科大学・チュラロンコーン大学国際連携歯学系専攻
    - 東京医科歯科大学・チリ大学国際連携医学系専攻
    - 東京医科歯科大学・マヒドン大学国際連携医学系専攻

  - 生命理工医療科学専攻（後期博士課程、3年制）
    - 医用器材学講座
    - 統合分子疾患科学講座
    - 生体検査科学講座[注 2]
    - 口腔保健学講座

  - 寄附講座・寄附研究部門
  - ジョイントリサーチ講座・ジョイントリサーチ部門
- 保健衛生学研究科[注 3]
  - 看護先進科学専攻（一貫性博士課程、5年制）
    - 基盤看護開発学講座
      - 看護ケア技術開発学域
ヘルスサービスリサーチ看護学分野
      - ヘルスプロモーション看護学域
公衆衛生看護学分野

    - 臨床看護開発学講座
      - 先端侵襲緩和ケア看護学域
成人看護学分野
      - 精神・人間発達看護学域
精神保健看護学分野
小児・家族発達看護学分野
リプロダクティブヘルス看護学分野
      - 在宅がんエンドオブライフケア看護学域
在宅・緩和ケア看護学分野

    - 先導的看護システム開発学講座
      - 国際的看護システム開発学域
国際看護開発学分野
      - 高齢社会看護システム管理学域
看護管理・高齢社会看護学分野
      - 災害・クリティカルケア看護学域[注 4]
災害・クリティカルケア看護学分野

#### 以前の研究科
- 保健衛生学研究科（2013年度入学生まで）
  - 総合保健看護学専攻
    - 地域・在宅ケア看護学講座
専攻分野：地域保健看護学、在宅ケア看護学、リプロダクティブヘルス看護学、精神保健看護学
    - 看護機能・ケアマネジメント開発学講座
専攻分野：生体・生活機能看護学、小児・家族発達看護学、先端侵襲緩和ケア看護学、高齢者看護・ケアシステム開発学、看護システムマネジメント学
    - 健康教育開発学講座
専攻分野：健康情報分析学、健康教育学、国際看護開発学

  - 生体検査科学専攻
    - 生命情報解析開発学講座
専攻分野：分子生命情報解析学、形態・生体情報解析学、生命機能情報解析学、生体機能支援システム学
    - 分子・遺伝子応用検査学講座
専攻分野：先端分析検査学、生体防御検査学、分子病態検査学、先端血液検査学、先端生体分子分析学
- 疾患生命科学研究部（研究組織。2012年3月に廃止）
  - 疾患生命情報学部門
  - 応用構造情報研究部門
  - 高次生命制御学研究部門
- 生命情報科学教育部（教育組織。博士前期課程・博士後期課程。2012年4月に医歯学総合研究科に統合）
  - バイオ情報学専攻
  - 高次生命科学専攻

### 附属機関等
- 教養部[注 5]
  - 人間科学系
教育分野：人文社会科学、フィジカルウェルビーイング
  - 自然科学系
教育分野：数学、物理学、化学、生物学
  - 外国語系
教育分野：英語、第二外国語
- 生体材料工学研究所
- 難治疾患研究所
- 東京医科歯科大学病院
- スポーツサイエンス機構
  - スポーツ医歯学診療センター
  - スポーツサイエンスセンター
- M&Dデータ科学センター
- 統合改革機構
- 統合教育機構
- 統合研究機構
  - 若手研究者支援センター
  - 研究基盤クラスター
    - リサーチコアセンター
    - 実験動物センター
    - 生命倫理研究センター
    - 疾患バイオリソースセンター

  - 先端医歯工学創成クラスター
    - 再生医療研究センター
    - 脳統合機能研究センター
    - 核酸・ペプチド創薬治療研究センター
    - 低侵襲医歯学研究支援センター（2017年11月まで、以降は附属病院へ異動）
- 統合イノベーション機構
  - オープンイノベーションセンター
  - ヘルスサイエンスR&Dセンター
  - M&Dデータプラットフォーム
- 高等研究院
- 統合診療機構
- 統合国際機構
- 統合情報機構
  - 図書館部門（図書館、国府台分館）
  - ITセキュリティ部門
- 学生支援・保健管理機構
  - 保健管理センター
  - 学生・女性支援センター
- 職員健康管理室
- 環境安全管理室
- 広報部
- 募金室
- IR室
- 目標・評価情報室

## 廃止された関連学校
- 東京医科歯科大学医学部附属衛生検査技師学校
  - 1973年閉校
- 東京医科歯科大学医学部附属看護学校
  - 1991年閉校
- 東京医科歯科大学医学部附属臨床検査技師学校
  - 1991年閉校
- 東京医科歯科大学歯学部附属歯科衛生士学校
  - 2005年閉校
- 東京医科歯科大学歯学部附属歯科技工士学校
  - 2012年閉校

## 教育および研究

### 研究

#### 21世紀COEプログラム
- 2003年
医学系
  - 歯と骨の分子破壊と再構築のフロンティア
  - 脳の機能統合とその失調

#### グローバルCOEプログラム
- 2008年
医学系
  - 歯と骨の分子疾患科学の国際教育研究拠点

#### 学術賞
- 医学系
  - 島崎・島薗・高橋・融学術賞（精神医学）

### 教育
医学部および歯学部は、ハーバード方式と呼ばれる臨床実習を重視したカリキュラムで運営されている。
2004年以降、医学部医学科で学年約8名の学生は渡米して、ハーバード大学での単位互換臨床実習を受けられる。

#### 採択されたプログラム
大学教育充実のための戦略的大学連携支援プログラム
- 2009年
総合的連携型
  - 学際生命科学東京コンソーシアムによる全人的大学院人材育成拠点の確立（お茶の水女子大学、学習院大学、北里大学と連携）

大学教育・学生支援推進事業
- 2009年
テーマA
  - コンピュータによる診療模擬実習の展開

がんプロフェッショナル養成プラン
- 2007年
  - がん治療高度専門家養成プログラム（日本医科大学、東京工業大学などと共同）

大学病院間の相互連携による優れた専門医等の養成
- 2010年、2011年
  - 都会と地方の協調連携による高度医療人養成（秋田大学、島根大学と連携）

## 大学関係者と組織

### 同窓会
- お茶の水会 医科同窓会
- お茶の水会 看護同窓会
- お茶の水会 検査技術学専攻同窓会
- お茶の水会 歯科同窓会
- お茶の水さつき会（歯学部口腔保健学科口腔保健衛生学専攻同窓会）
- 東京医科歯科大学技友会（歯学部口腔保健学科口腔保健工学専攻同窓会）

## 対外関係

### 国内

#### 四大学連合
一橋大学、東京工業大学、東京外国語大学との4大学で『四大学連合憲章』を2001年（平成13年）3月15日に締結、相互教育研究プログラムを展開している。本学は生命科学専攻としての学校の役目を担っており、基礎生理学や基礎薬理学の講座を開いている。

#### 医療系産学連携ネットワーク協議会 (medU-net)
医療系の産学連携に関して医療技術に掛かる問題（特許、技術移転、法令遵守など）を適切、円滑に展開するために2009年（平成21年）10月21日、「医学系大学連携ネットワーク協議会」として発足。加盟機関は、2018年5月時点、幹事校である東京医科歯科大学を含む大学242校、企業177、行政27、その他53放射線医学総合研究所となっている。

#### 学際生命科学東京コンソーシアム
2010年、お茶の水女子大学とともに学際生命科学東京コンソーシアム（東京医科歯科大学、お茶の水女子大学、学習院大学、北里大学）を設立した。

#### 企業
企業などと共同研究を行うオープンイノベーション制度を設けており、日立製作所と人工知能 (AI) などを活用した医療機器を開発する連携協定を2018年に結んだ。

#### 自治体
東京都庁と「創薬・医療系オープンイノベーションに資する大学保有機器等の共用に関する協定」を2019年に締結。

#### その他
- 2008年、大学院医歯学総合研究科と順天堂大学医学研究科の間に特別研究学生交流協定が結ばれた[23]。
- 放送大学学園と単位互換協定を結んでおり、放送大学で取得した単位を卒業に要する単位として認定することができる[24]。

### 国外

#### 海外拠点
ガーナ（野口記念医学研究所共同研究センター）、チリ（ラテンアメリカ共同研究センター）、タイ（チュラロンコーン大学‐東京医科歯科大学研究教育協力センター、TMDU-MU Partnership Siriraj Office）の4か所に海外拠点を置いている。

#### 国際交流協定校
2023年時点での国際交流協定校を示す。

##### 大学間等協定
13の大学・施設と大学間協定が結ばれている。
- カリフォルニア大学サンディエゴ校
- ネバダ大学リノ校
- 南カリフォルニア大学
- インドネシア大学
- エクアドル保健省
- ガーナ大学
- チュラーロンコーン大学
- マヒドン大学
- 台北医学大学
- 中国医科大学
- パラグアイ国保健省及びクリニカ・ラス・コンデス
- フィリピン大学マニラ校
- フエ医科薬科大学

##### 学部間等協定
世界各地の93大学・施設と学部間協定が結ばれている。以下に代表的なプログラムを示す。
- 2002年より、Harvard Medical International（現 Partners HealthCare International）と医学教育提携契約を締結している。この提携により、ハーバード大学医学部において、教員研修、医学科学生の臨床実習が行われている。
- 2004年度よりインペリアル・カレッジ・ロンドンとの交換留学プログラムが行われている。

## キャンパス

### 湯島キャンパス
湯島キャンパスは元々、東京女子高等師範学校（現：お茶の水女子大学）の敷地の一部を間借りしていたものである。東京高等歯科医学校（旧制）時代、建築物の拡張の必要性に伴って、文部省は1930年に同校およびこれに隣接した東京高等師範学校（東京教育大学を経て、現：筑波大学）を文京区大塚に移転させ、本校の拡張が行われた。このような経緯もあり、湯島、駿河台キャンパスは限られた土地に建蔽率一杯の高層建築物が密集した形で配置されている。特に研究棟は超高層であり、国立の研究機関としては特異な外観を呈している。
湯島キャンパスの敷地面積は, 45,090㎡。

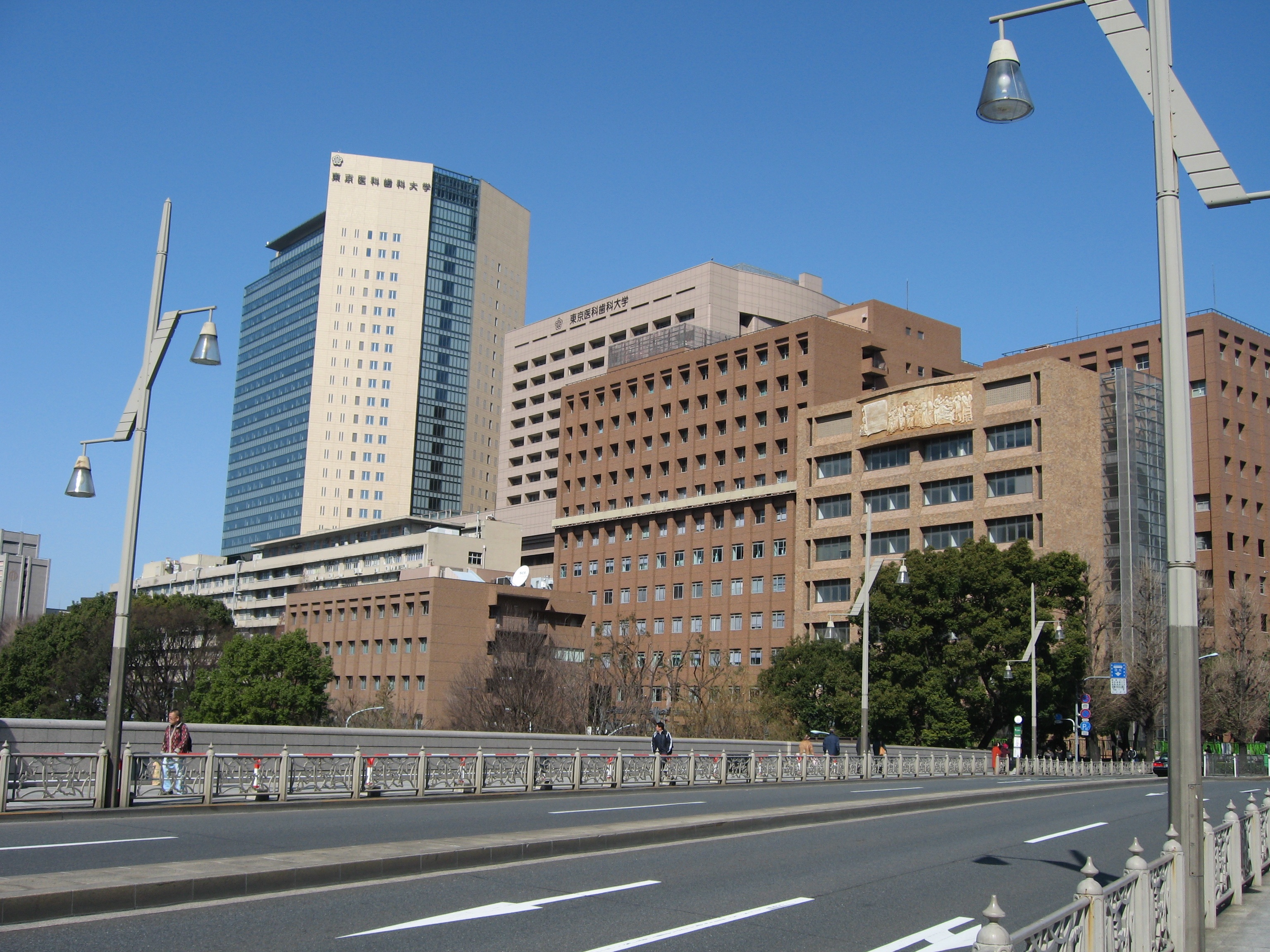
東京医科歯科大学
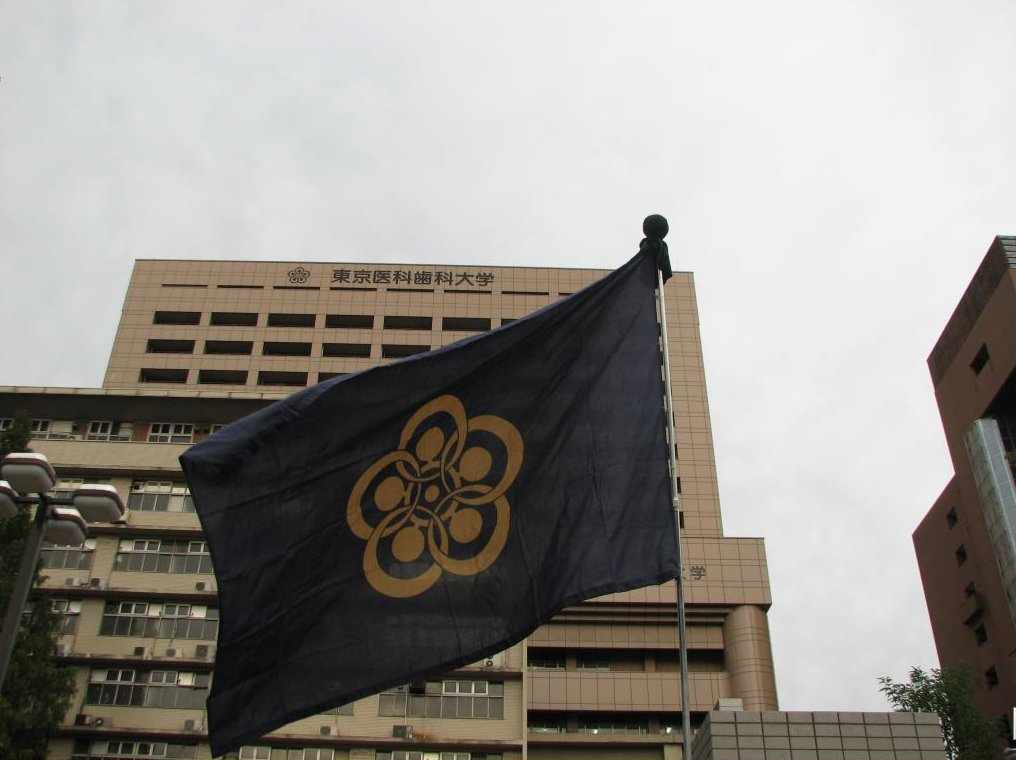
校旗
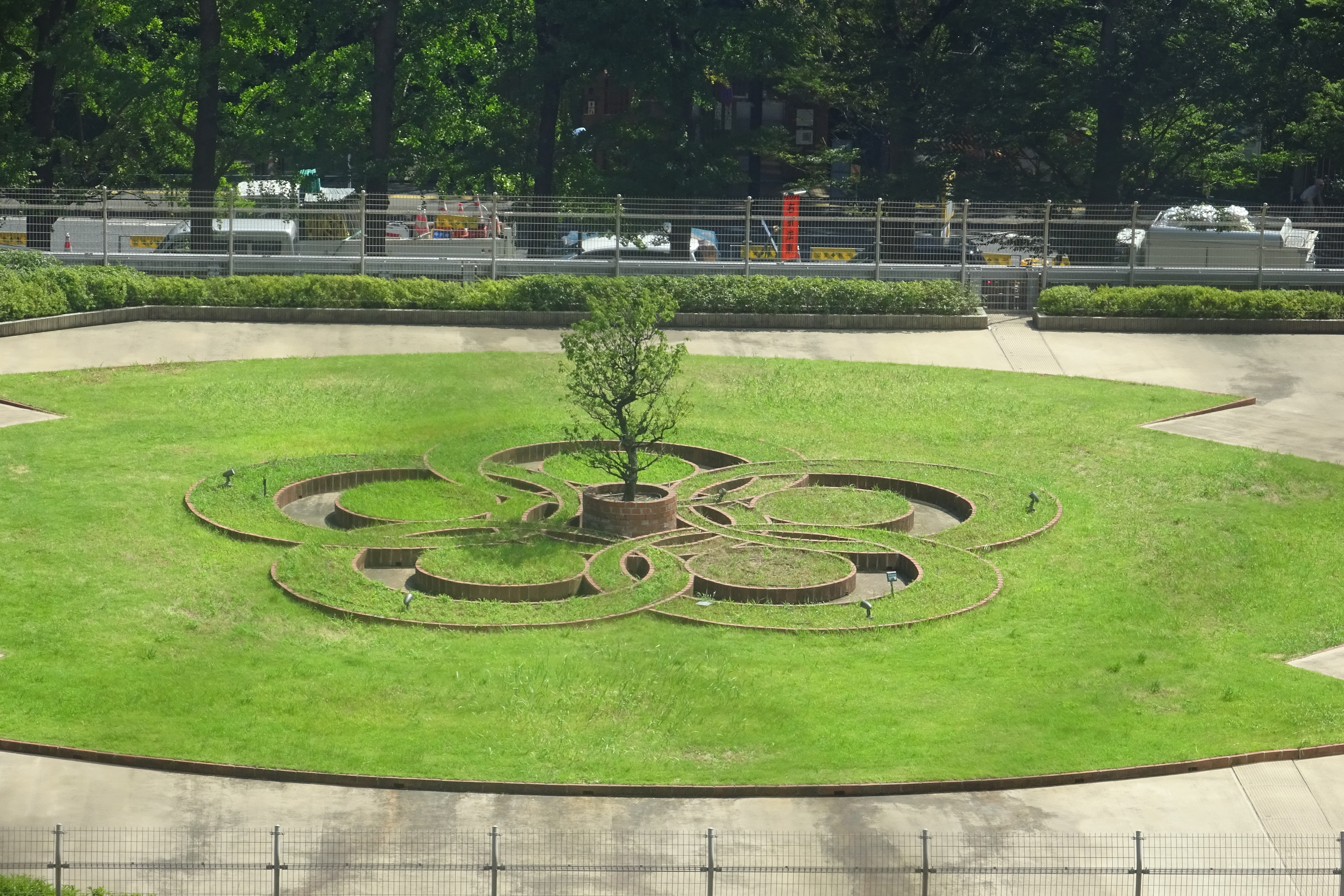
庭園
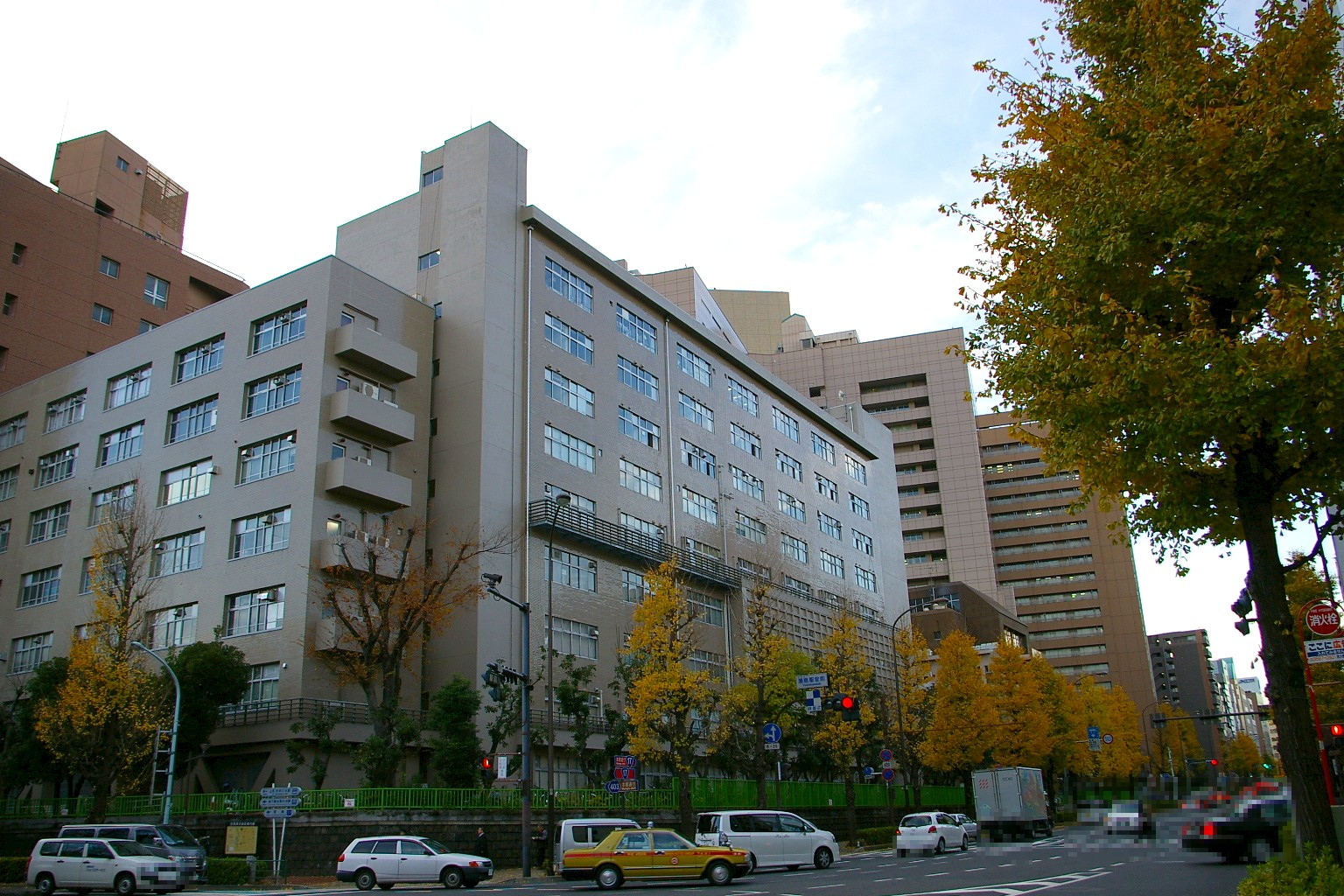
1号館・管理棟
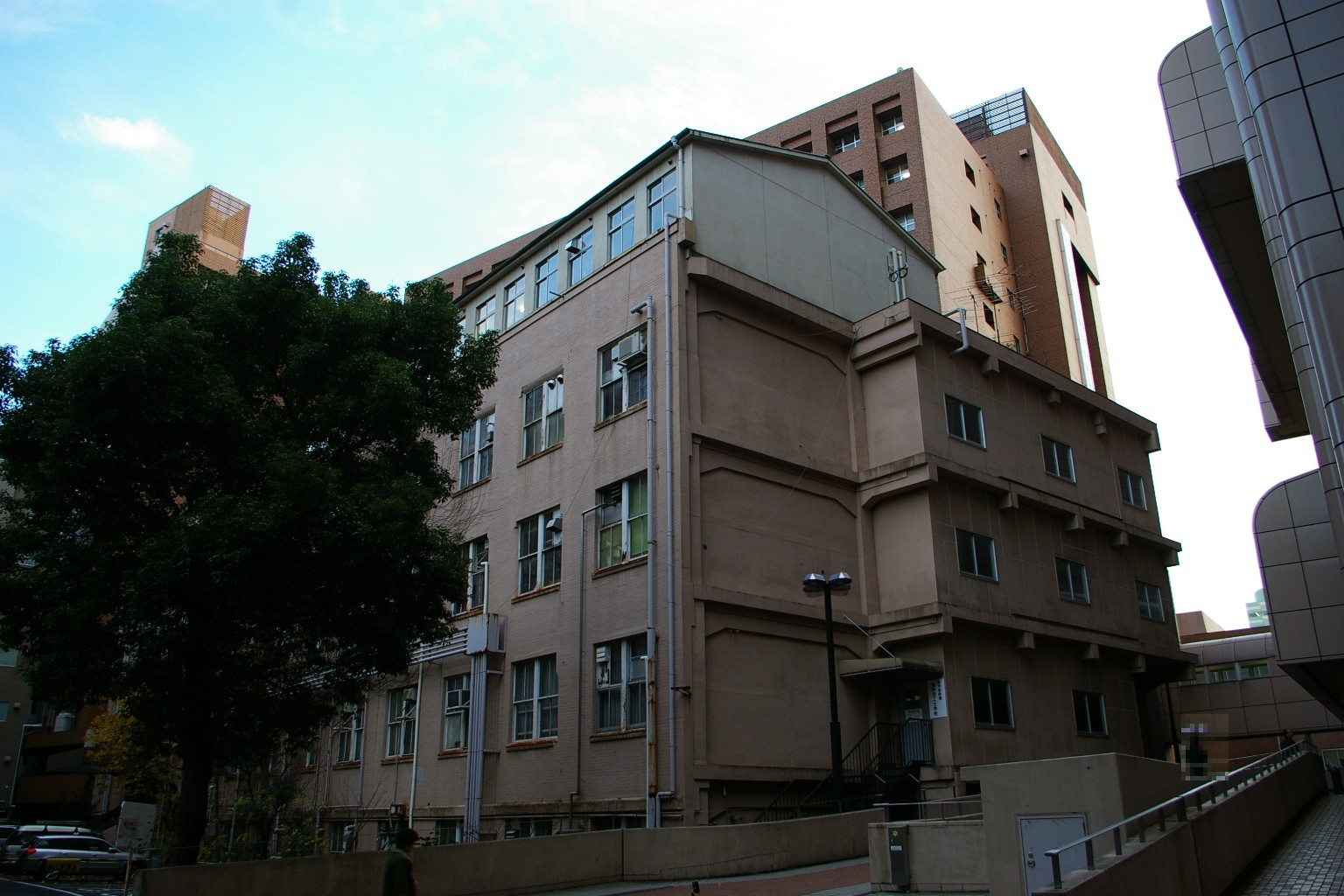
2号館・附属教育施設等
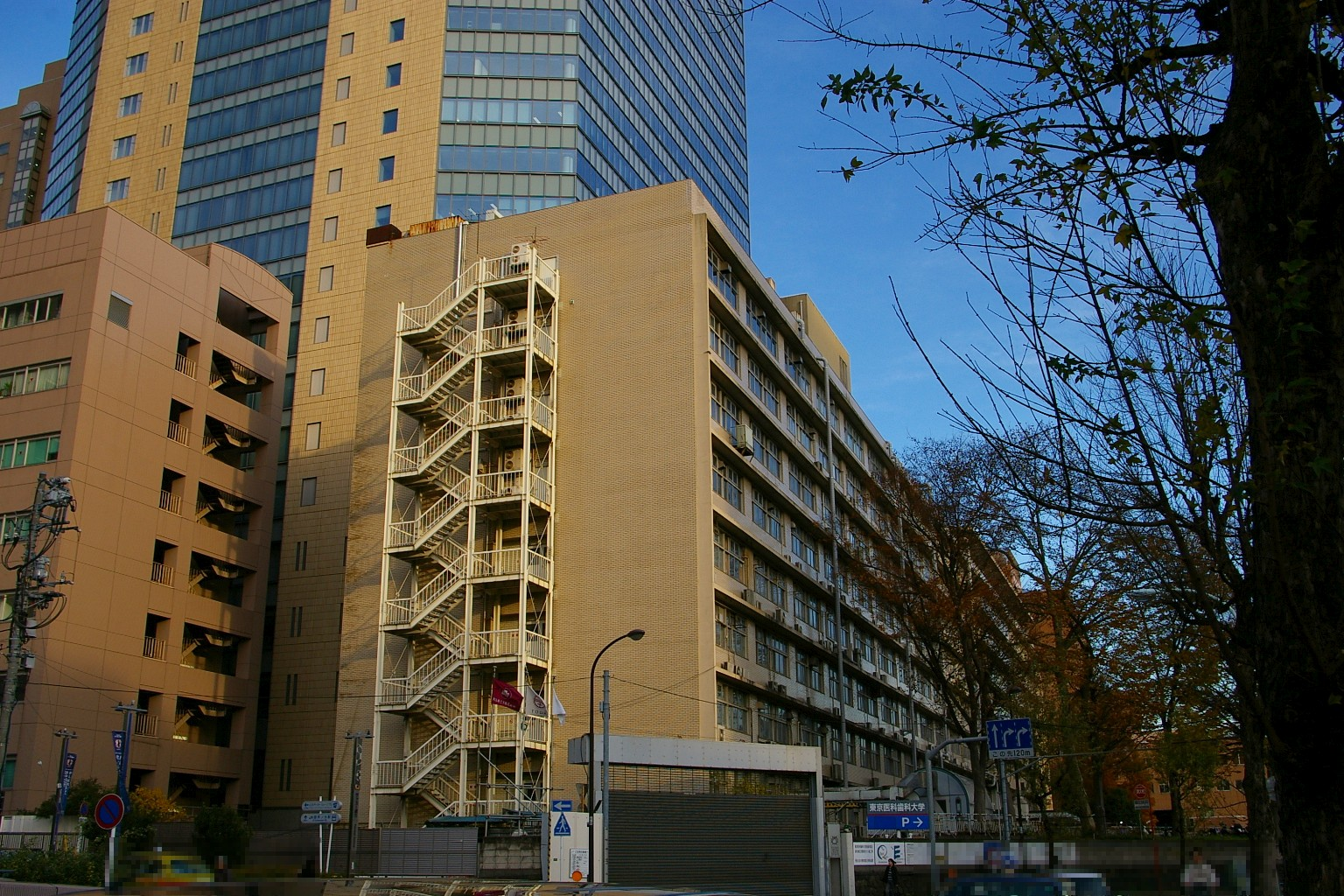
旧3号館（旧医学部附属病院管理棟）
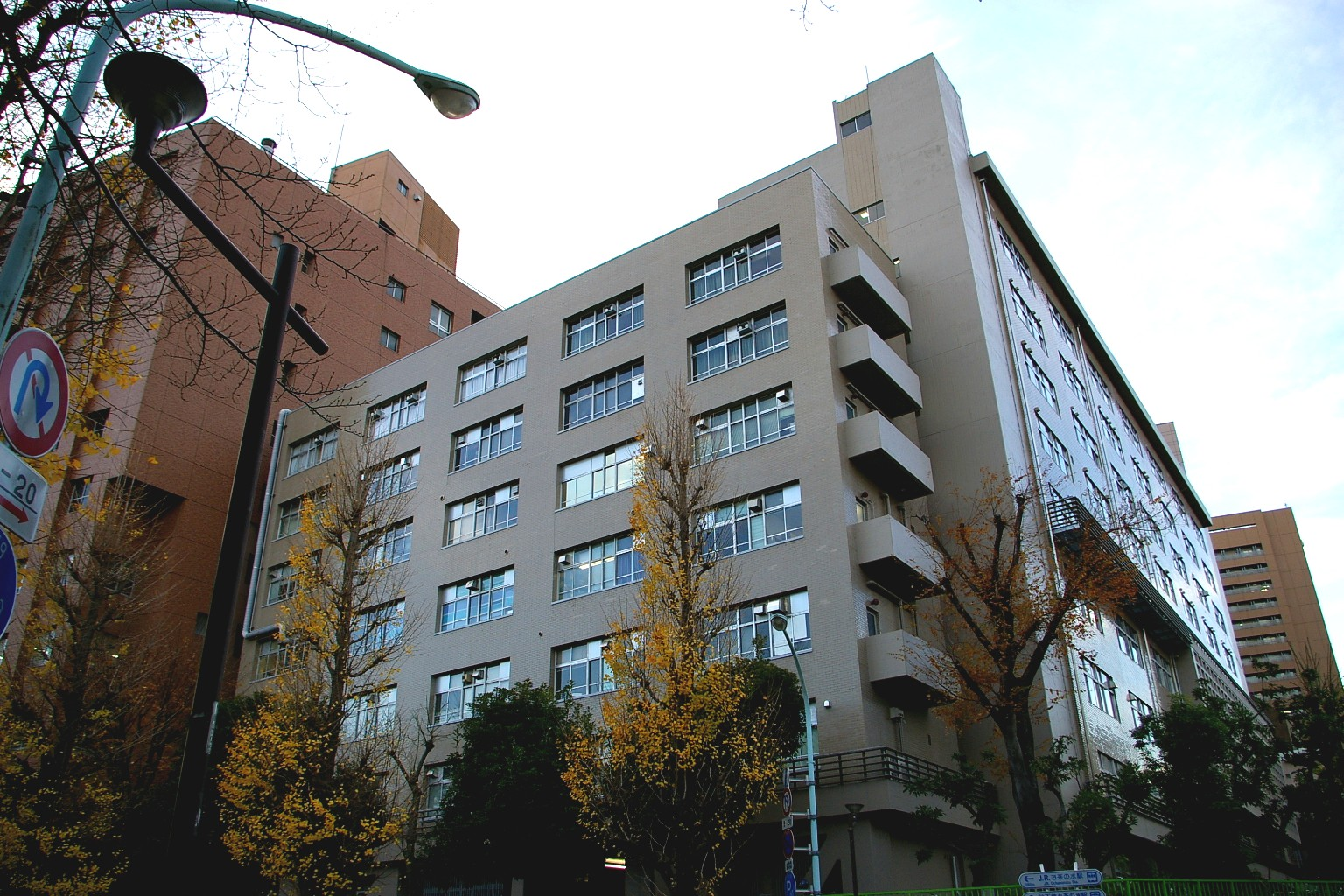
歯科研究棟
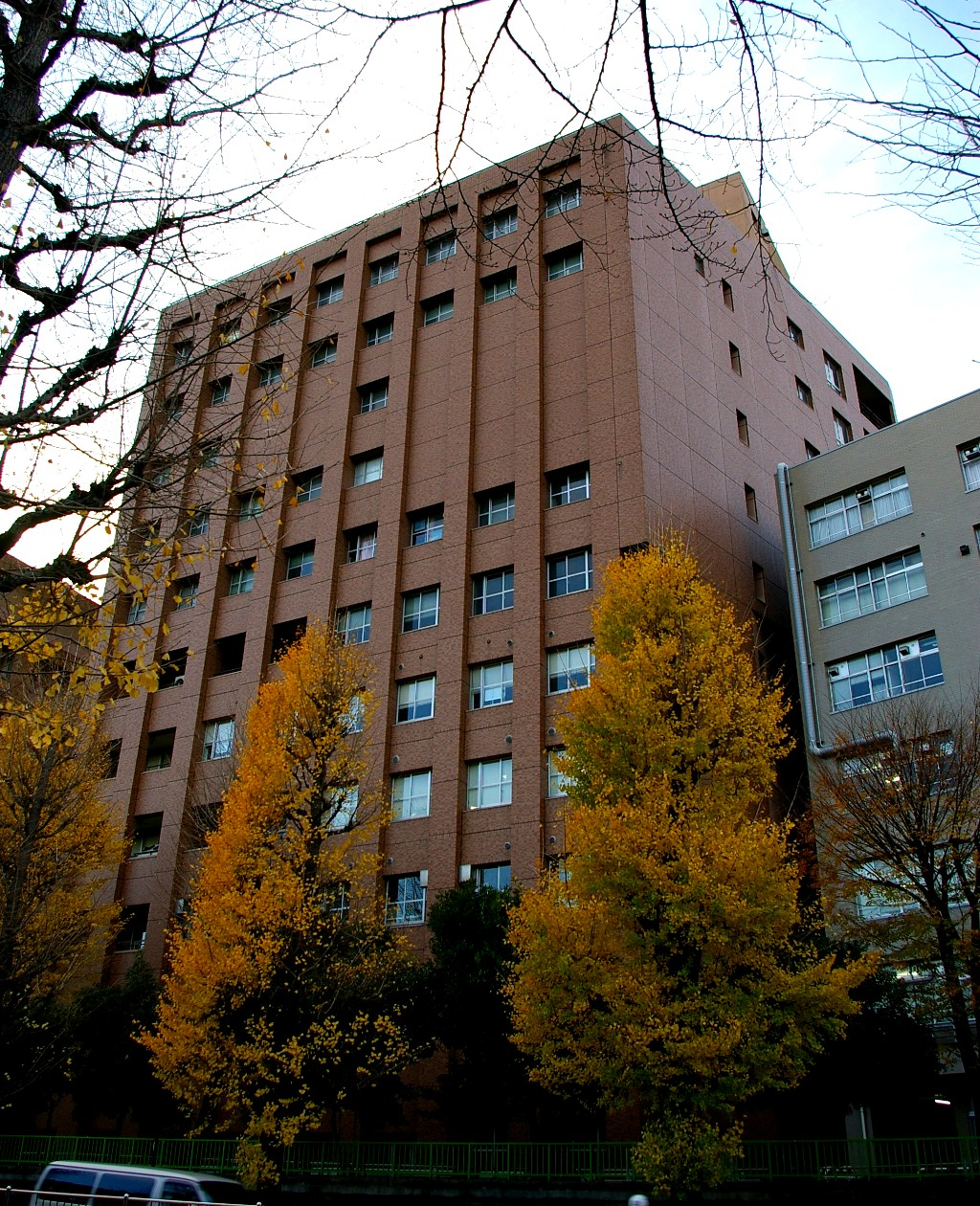
歯学部校舎棟・動物実験施設棟
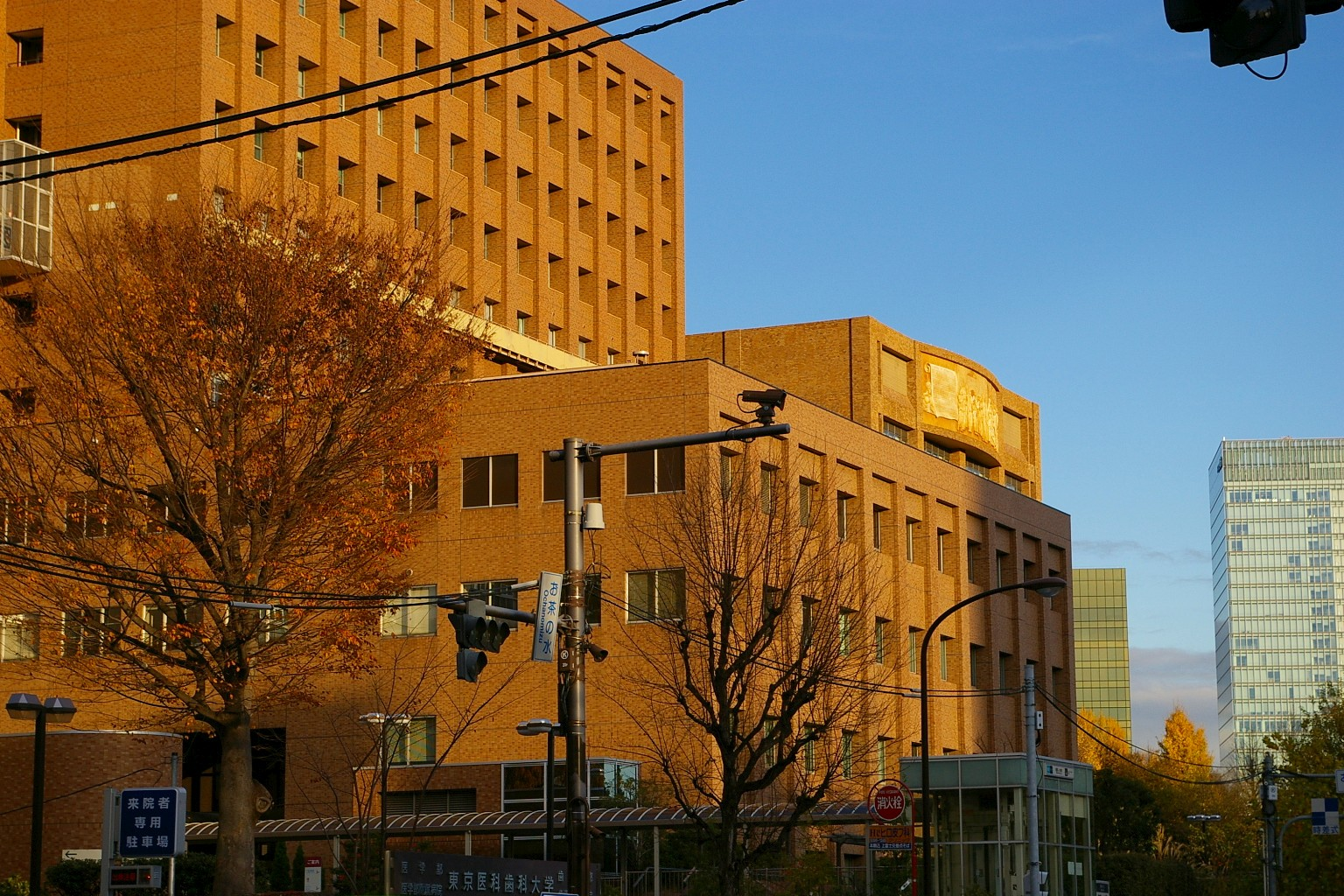
歯科外来事務棟
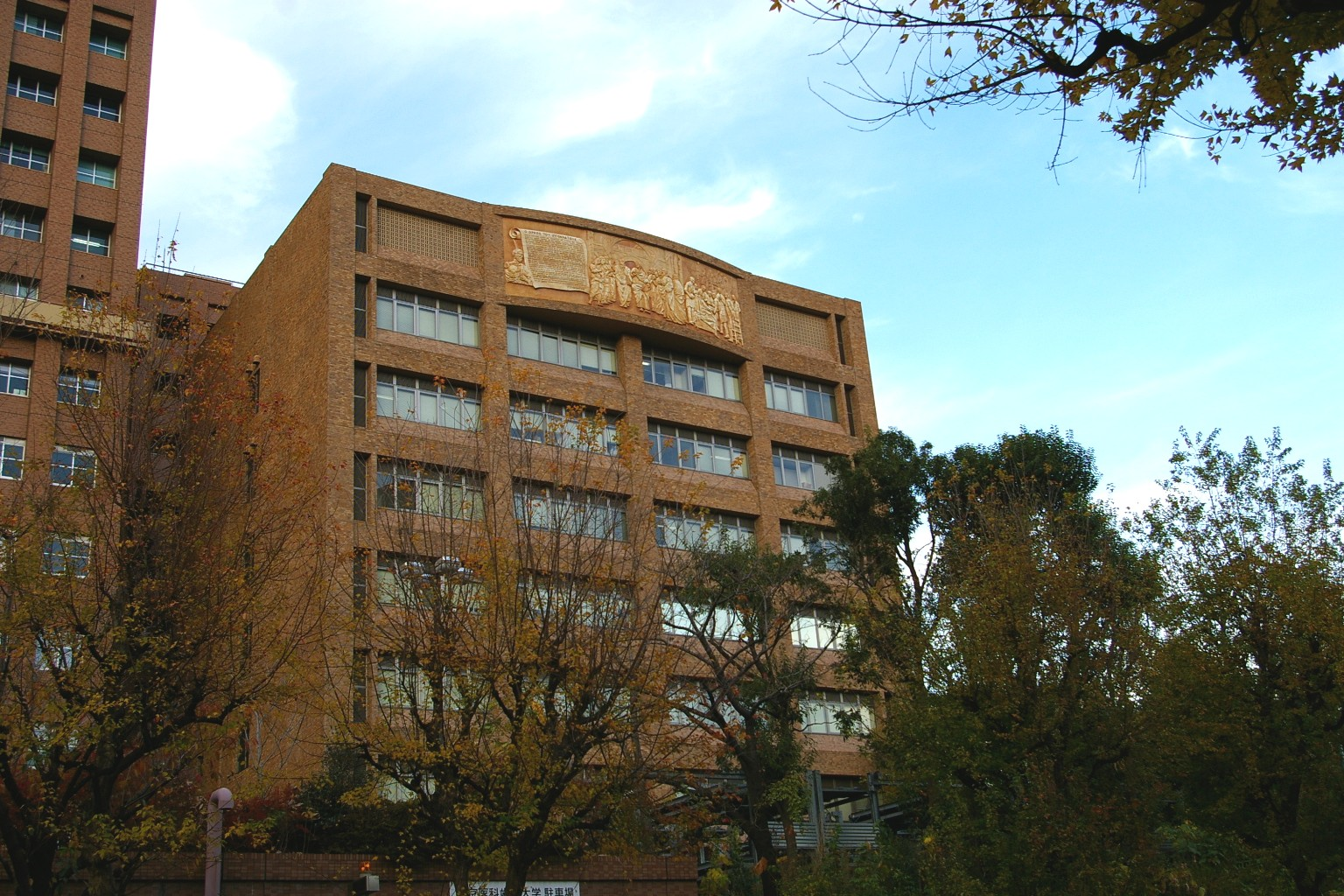
総合教育研究棟
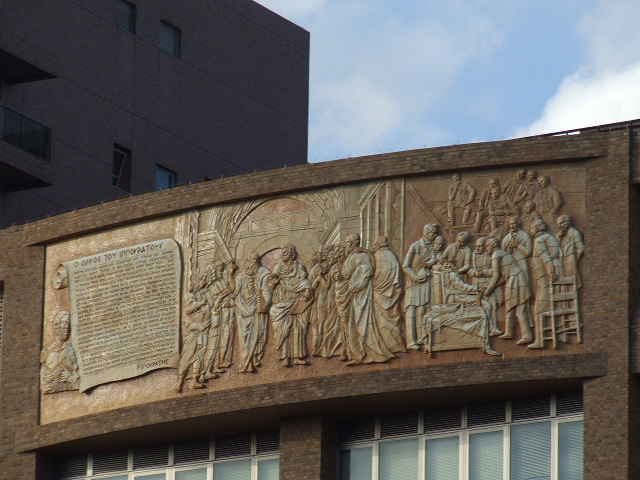
総合教育研究塔レリーフ
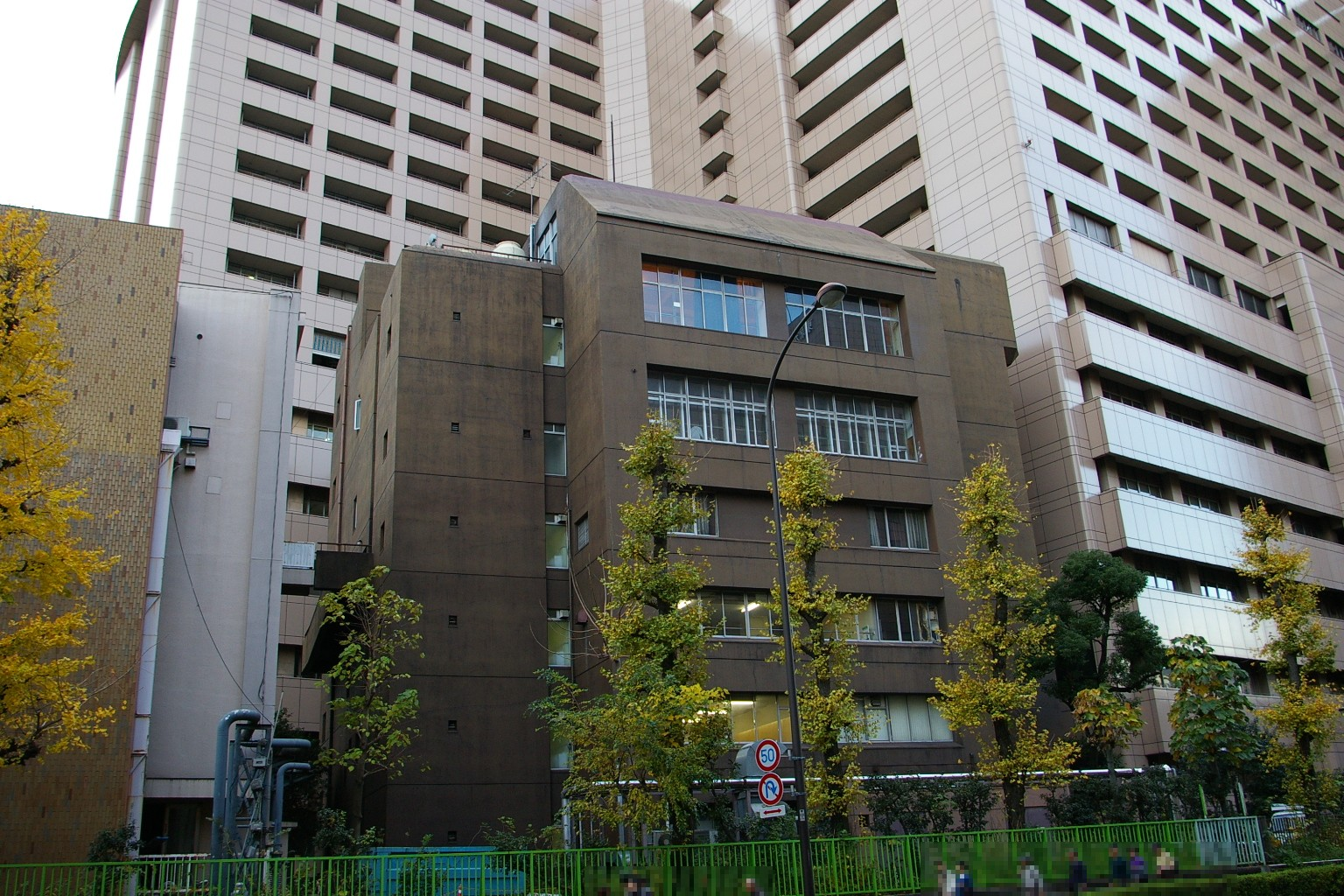
5号館
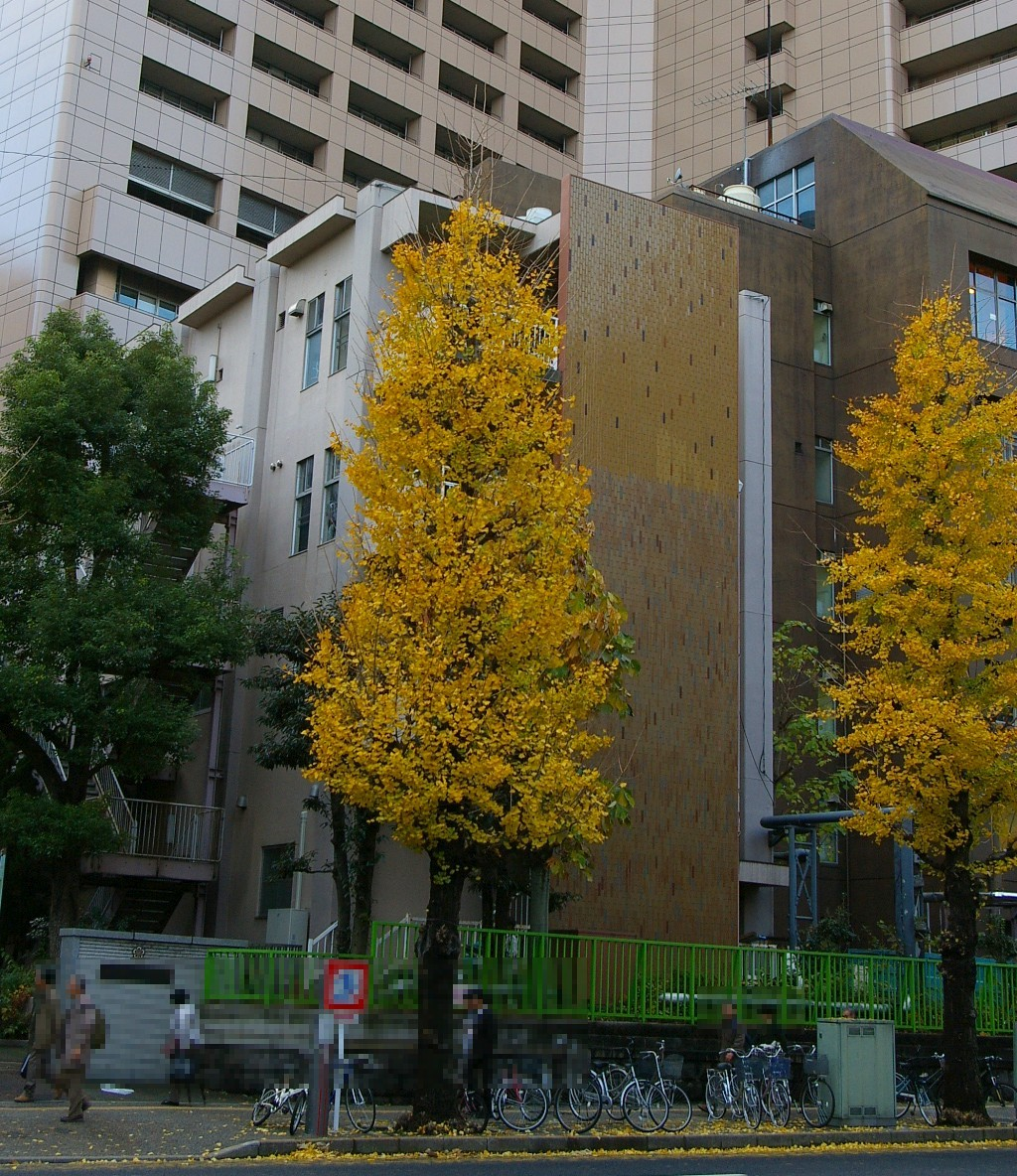
6号館
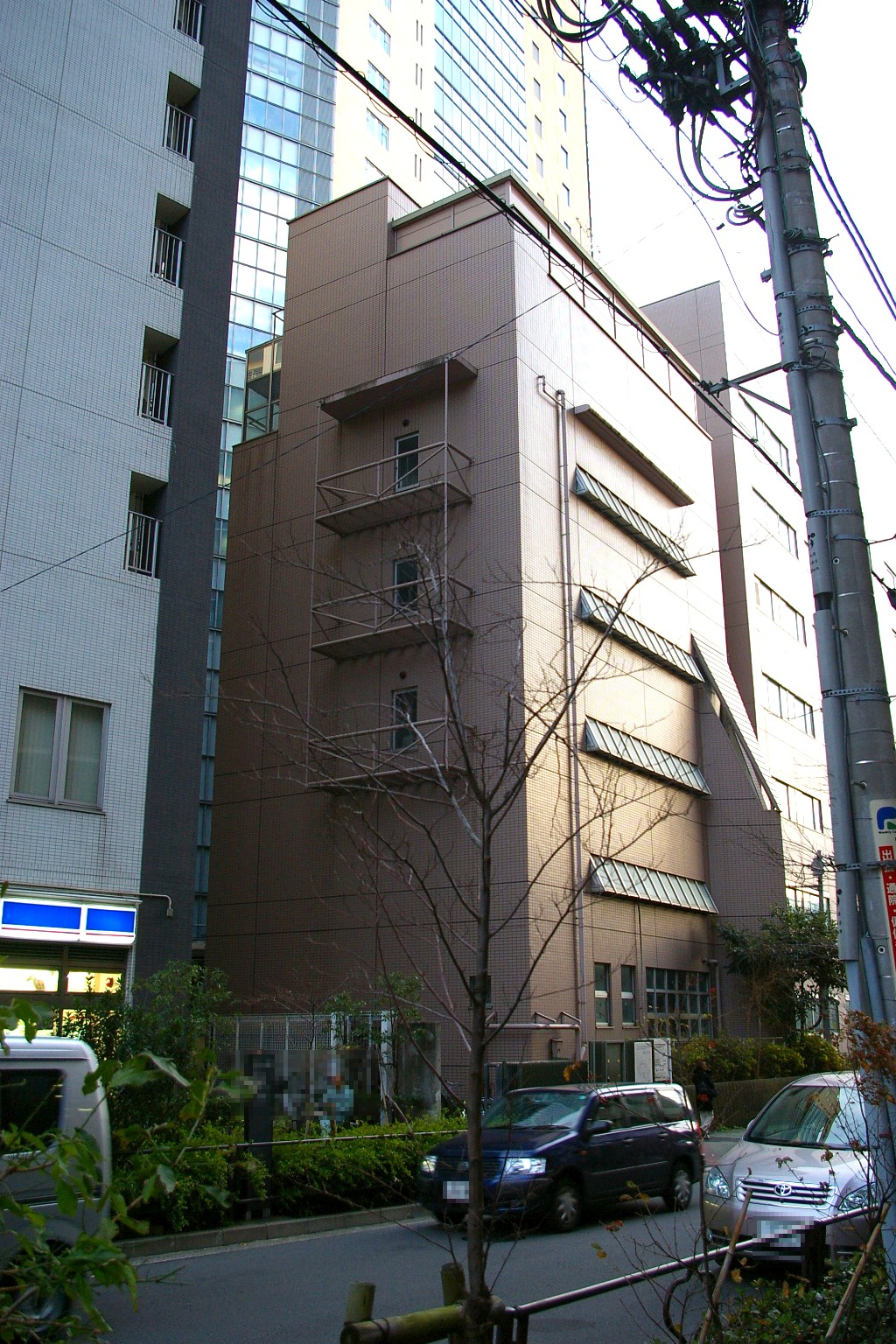
RI実験施設棟
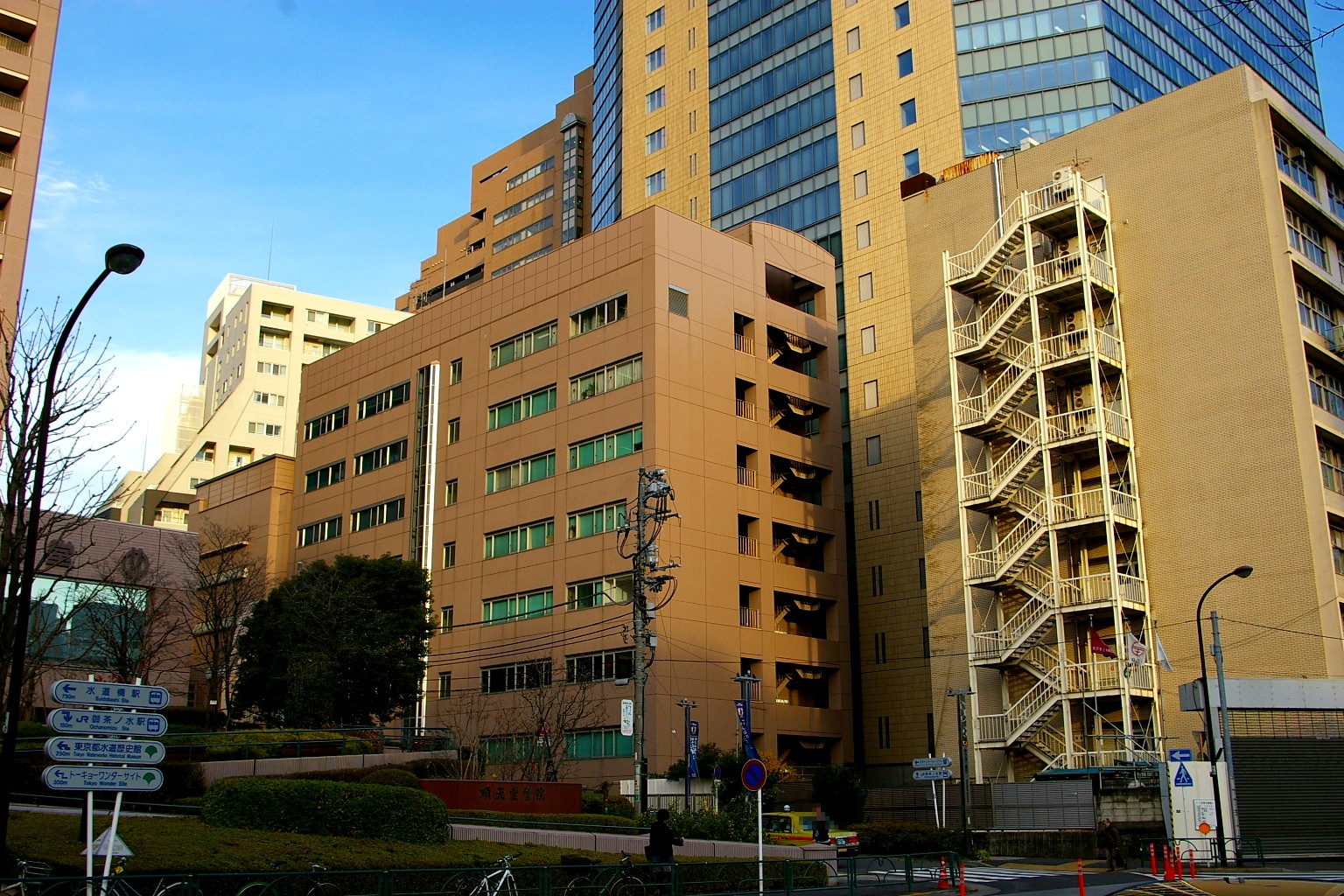
共同研究棟
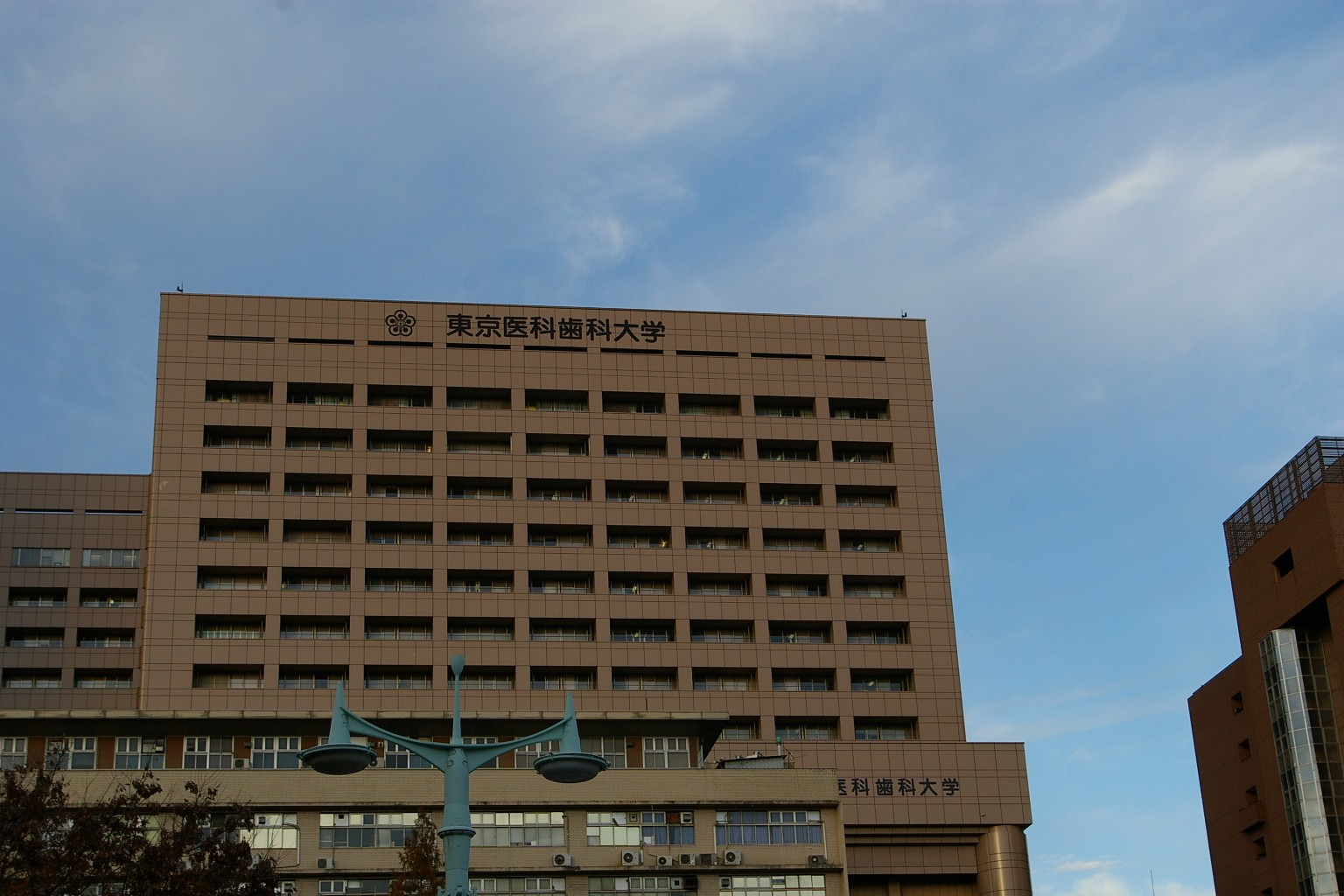
医科新棟A
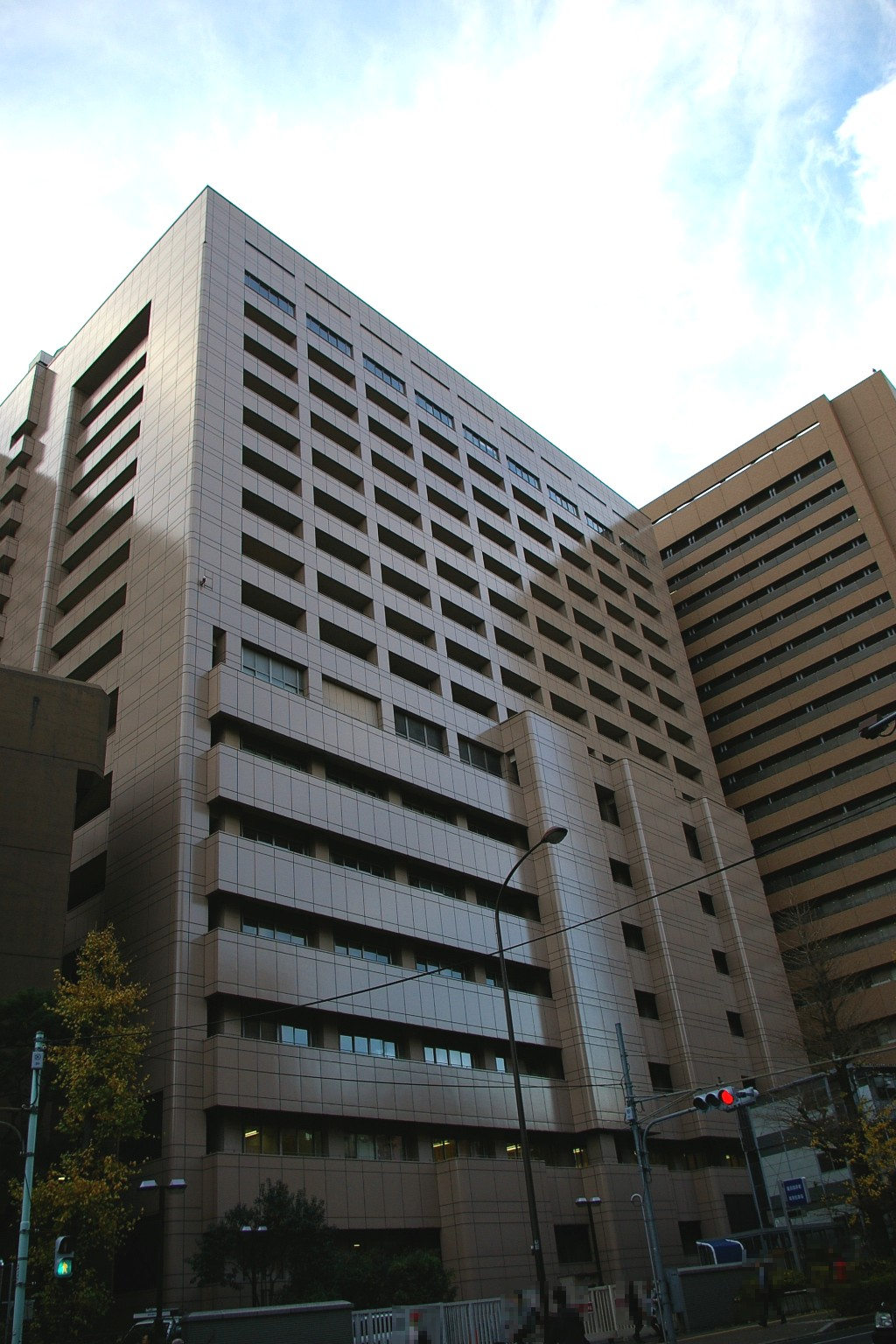
医科新棟B
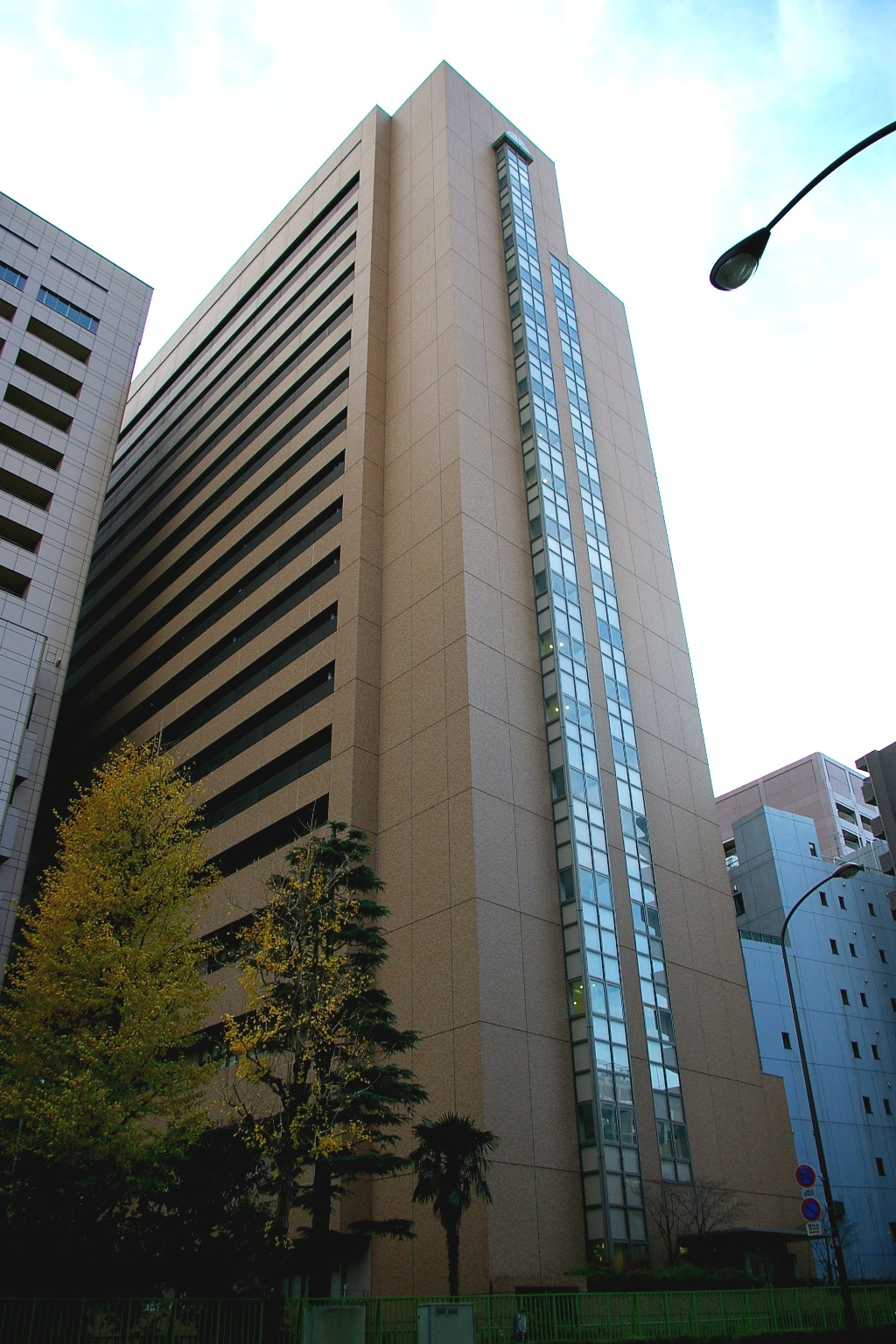
3号館
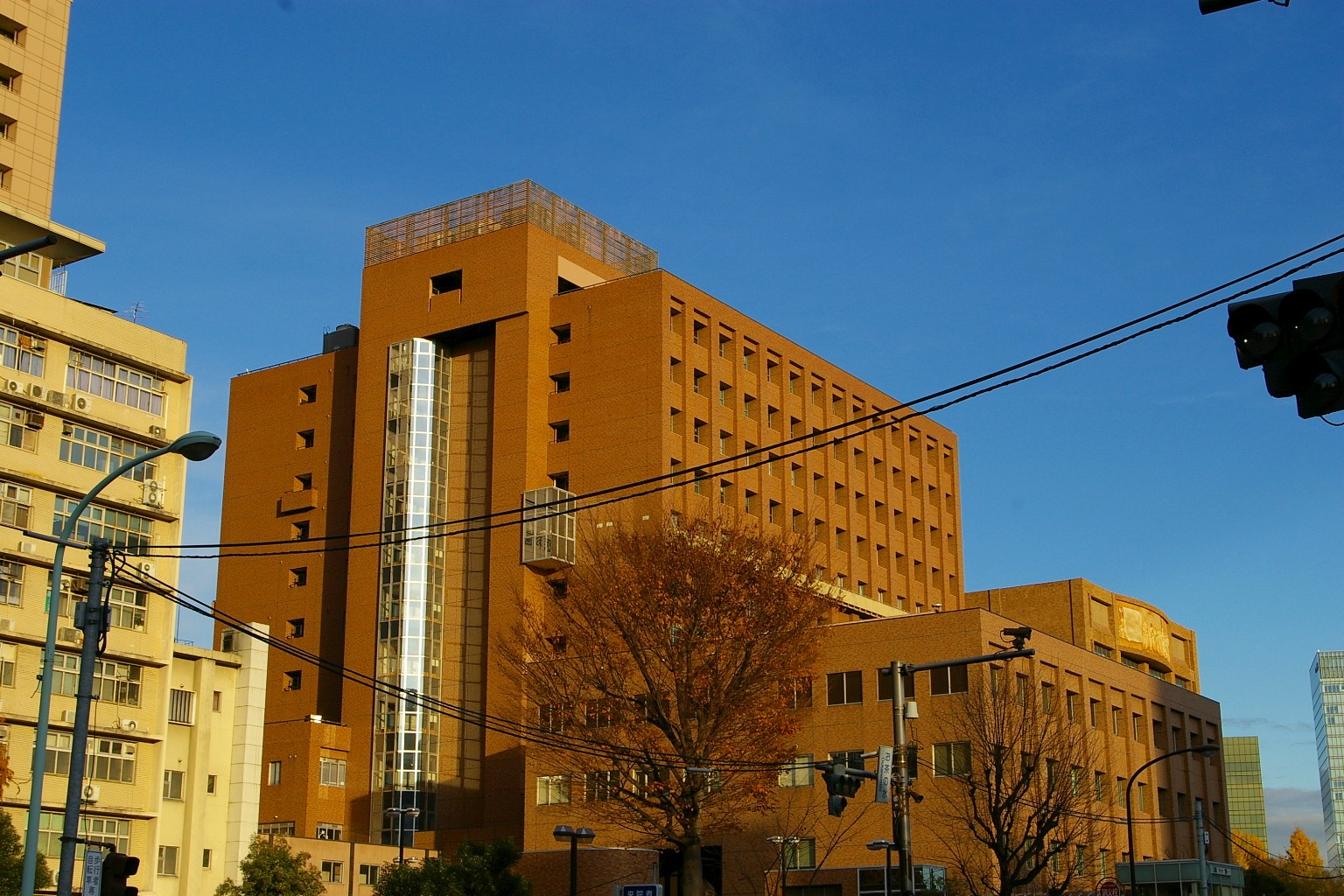
歯学棟
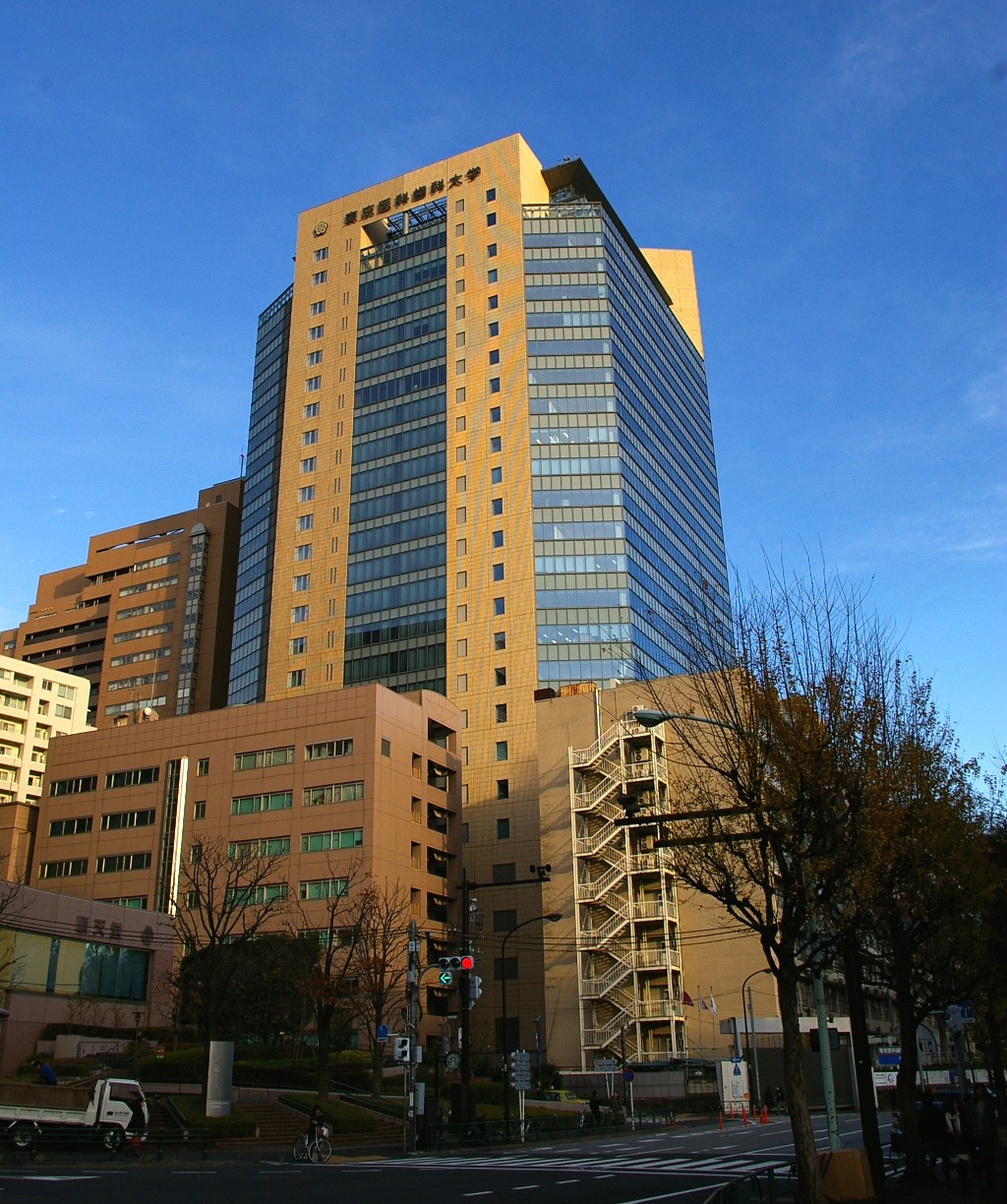
M&Dタワー
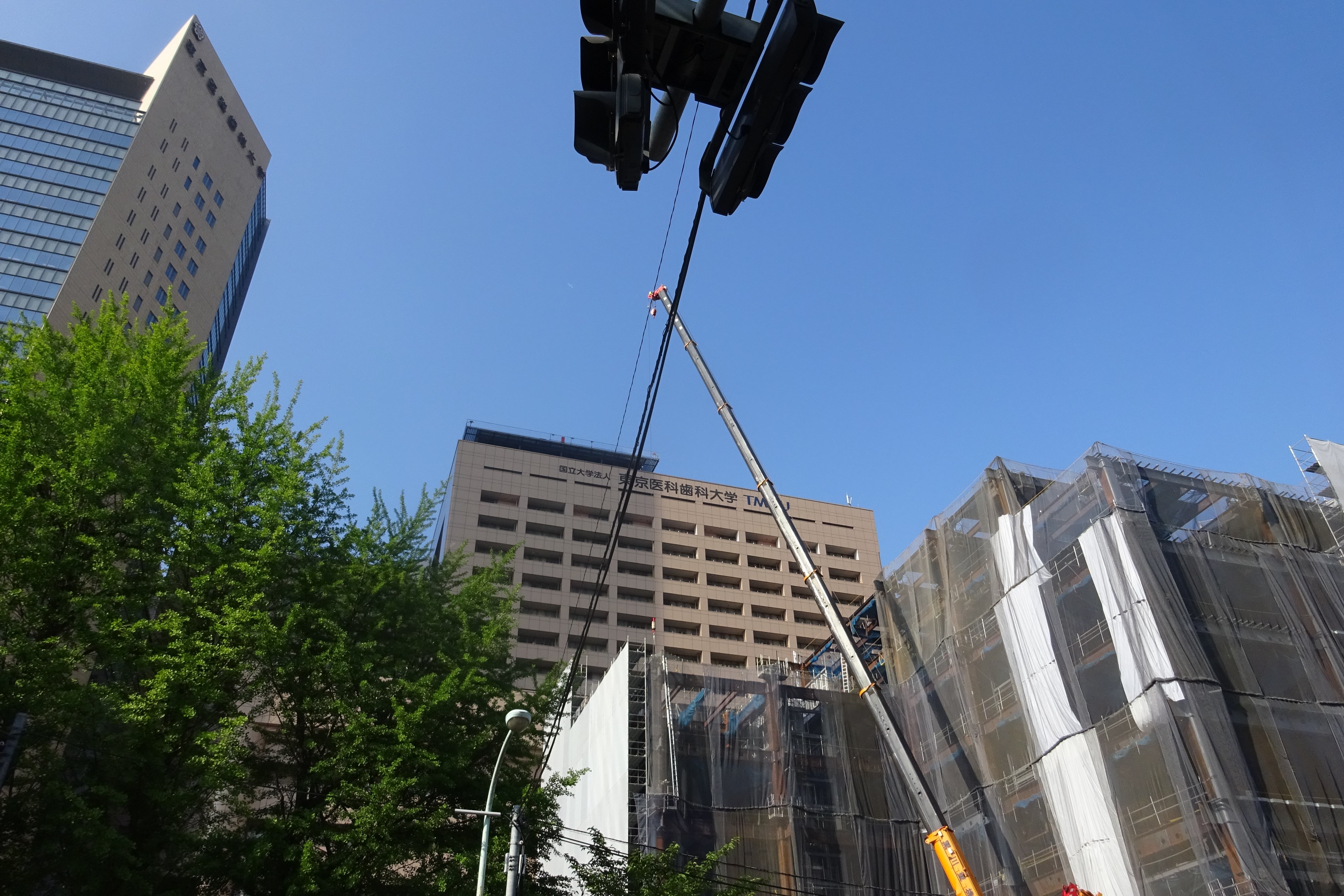
機能強化棟
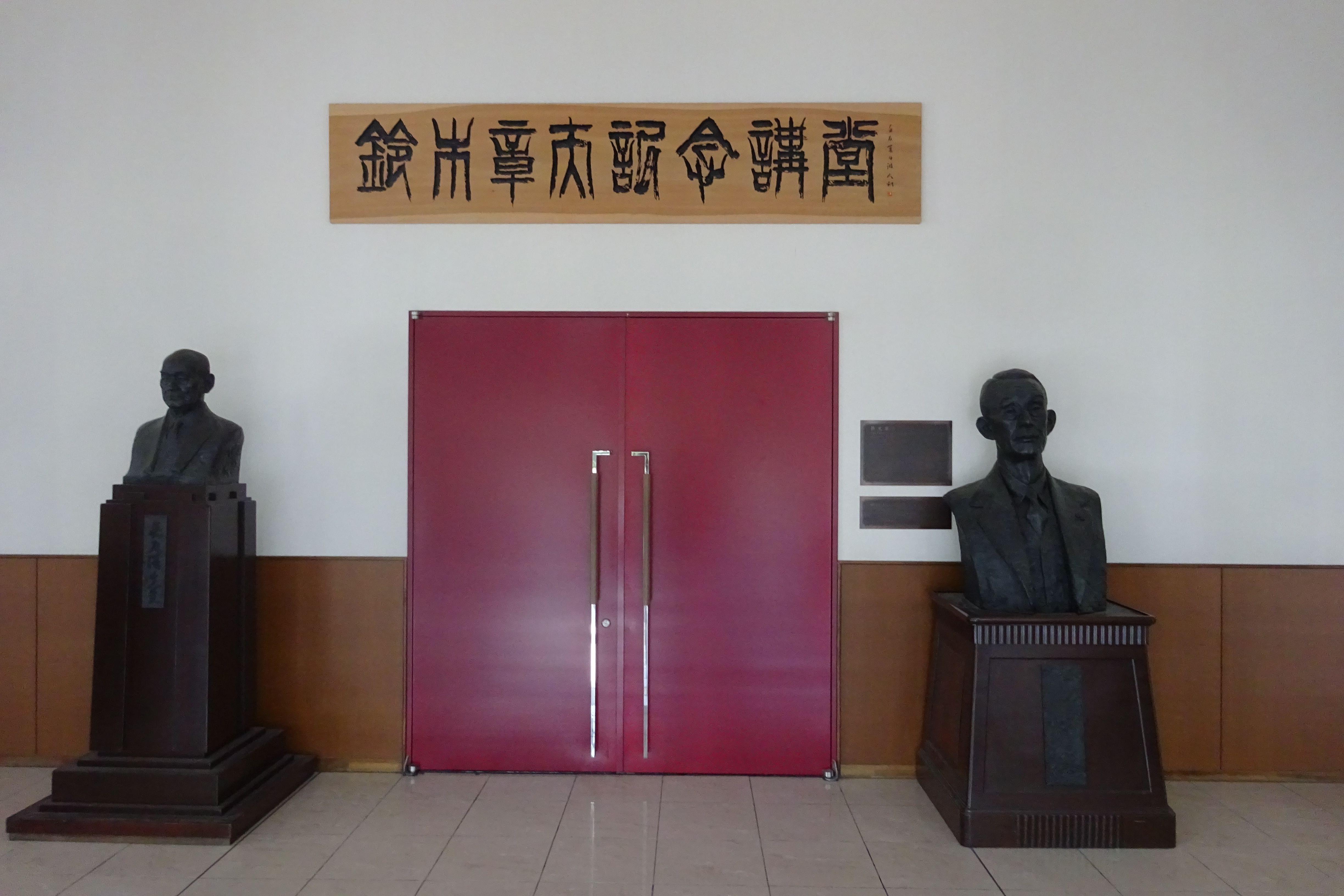
鈴木章夫記念講堂
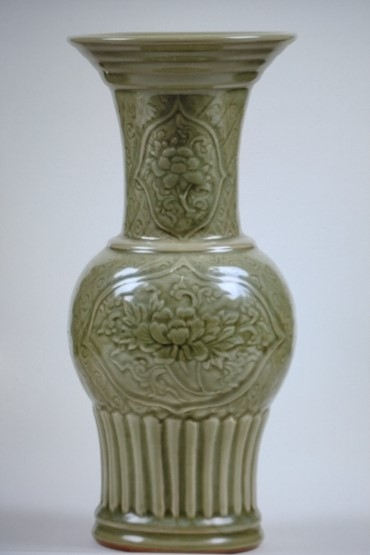
青木木米作 青磁の花瓶（重要文化財） 歯科事務棟２階 資料室蔵

### 国府台キャンパス

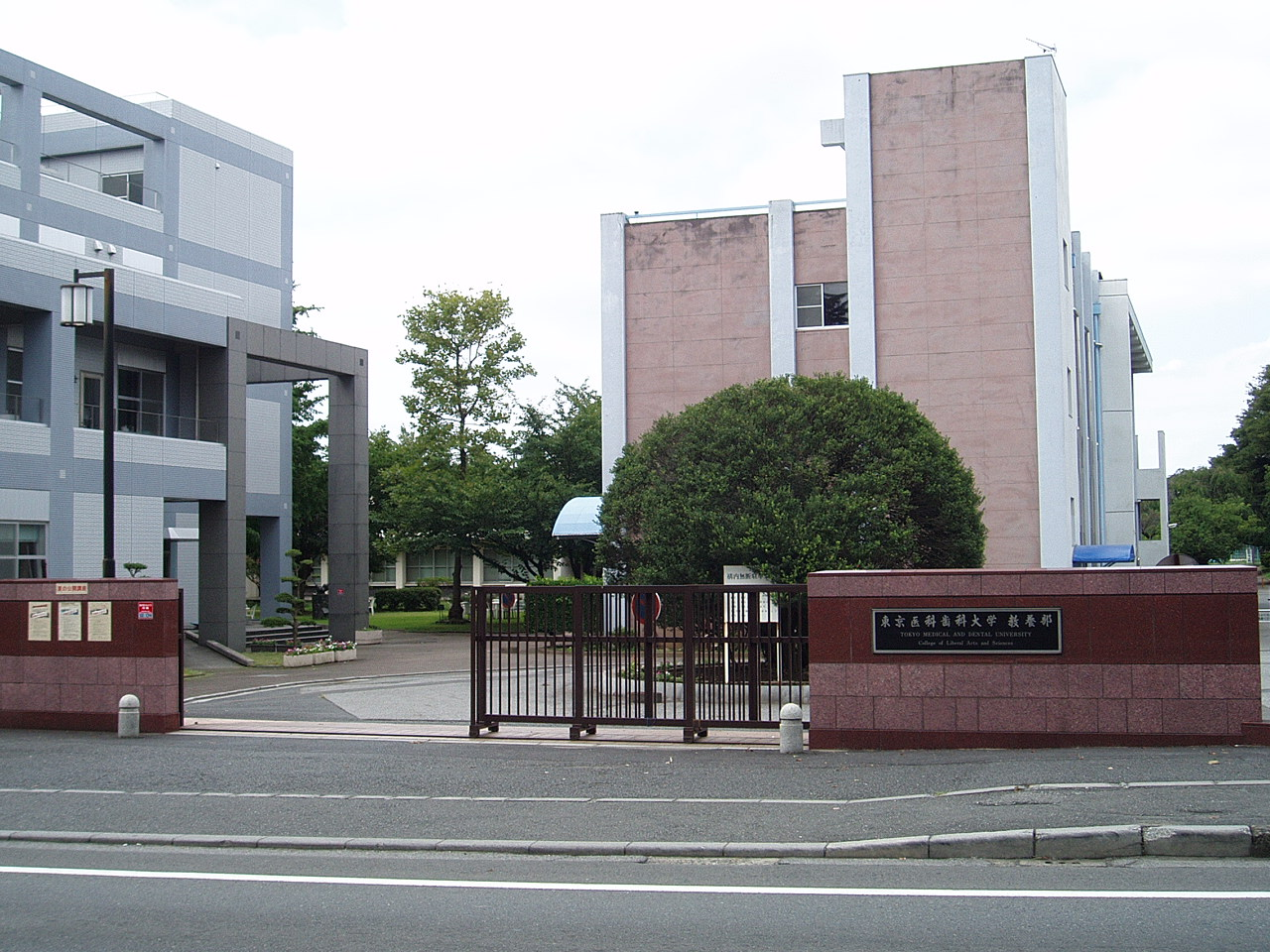
教養部正門

### 駿河台キャンパス

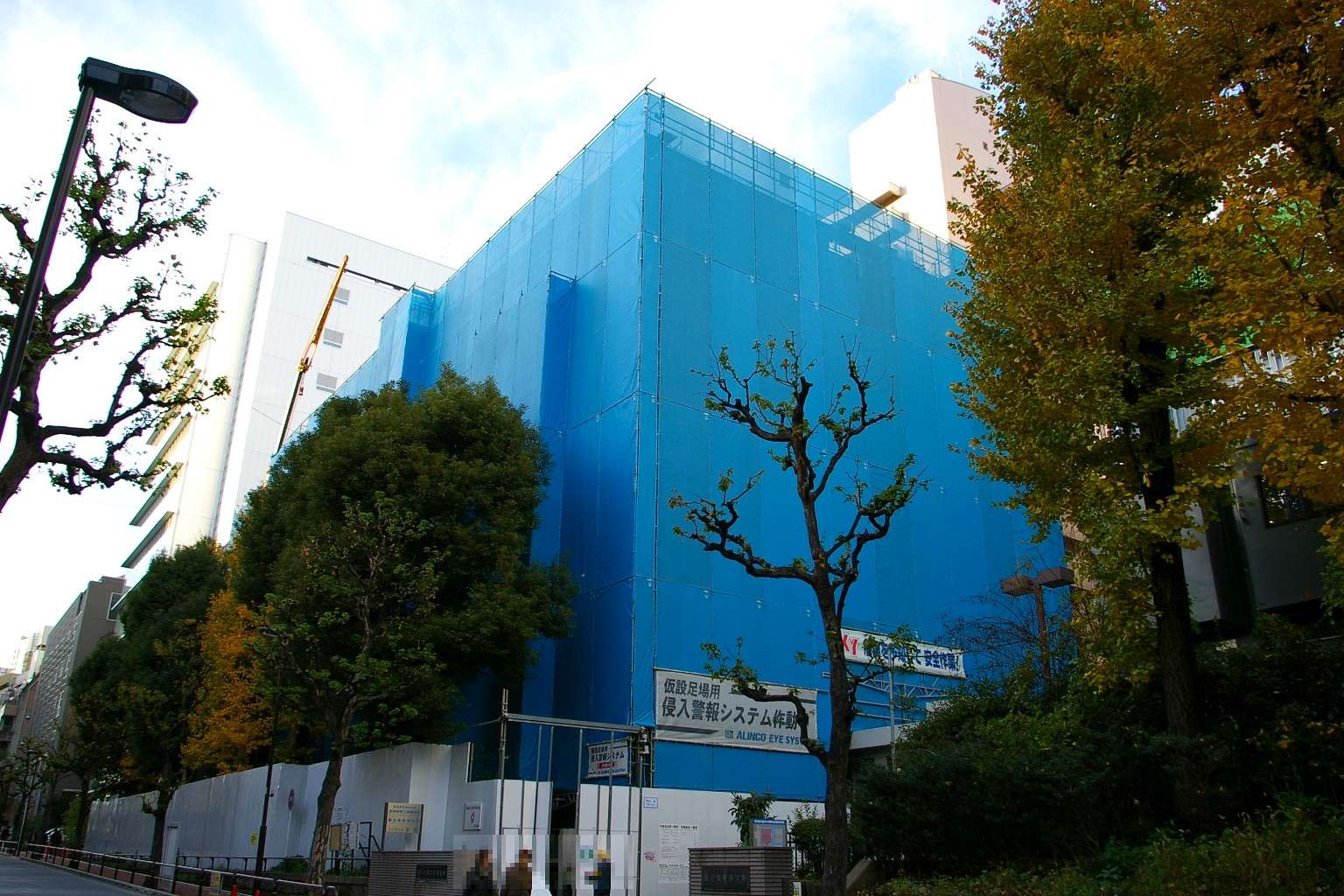
生体材料工学研究所
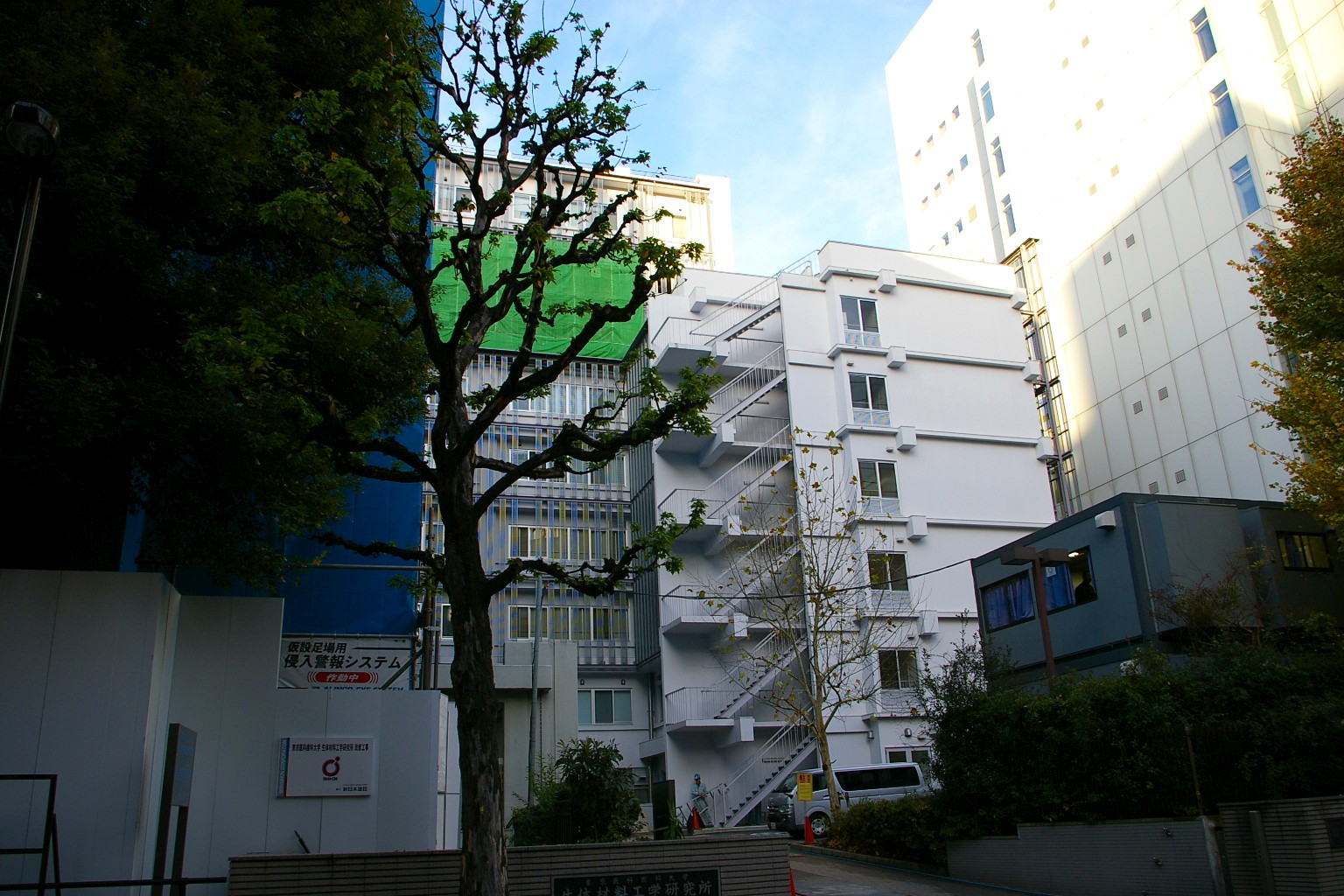
難治疾患研究所
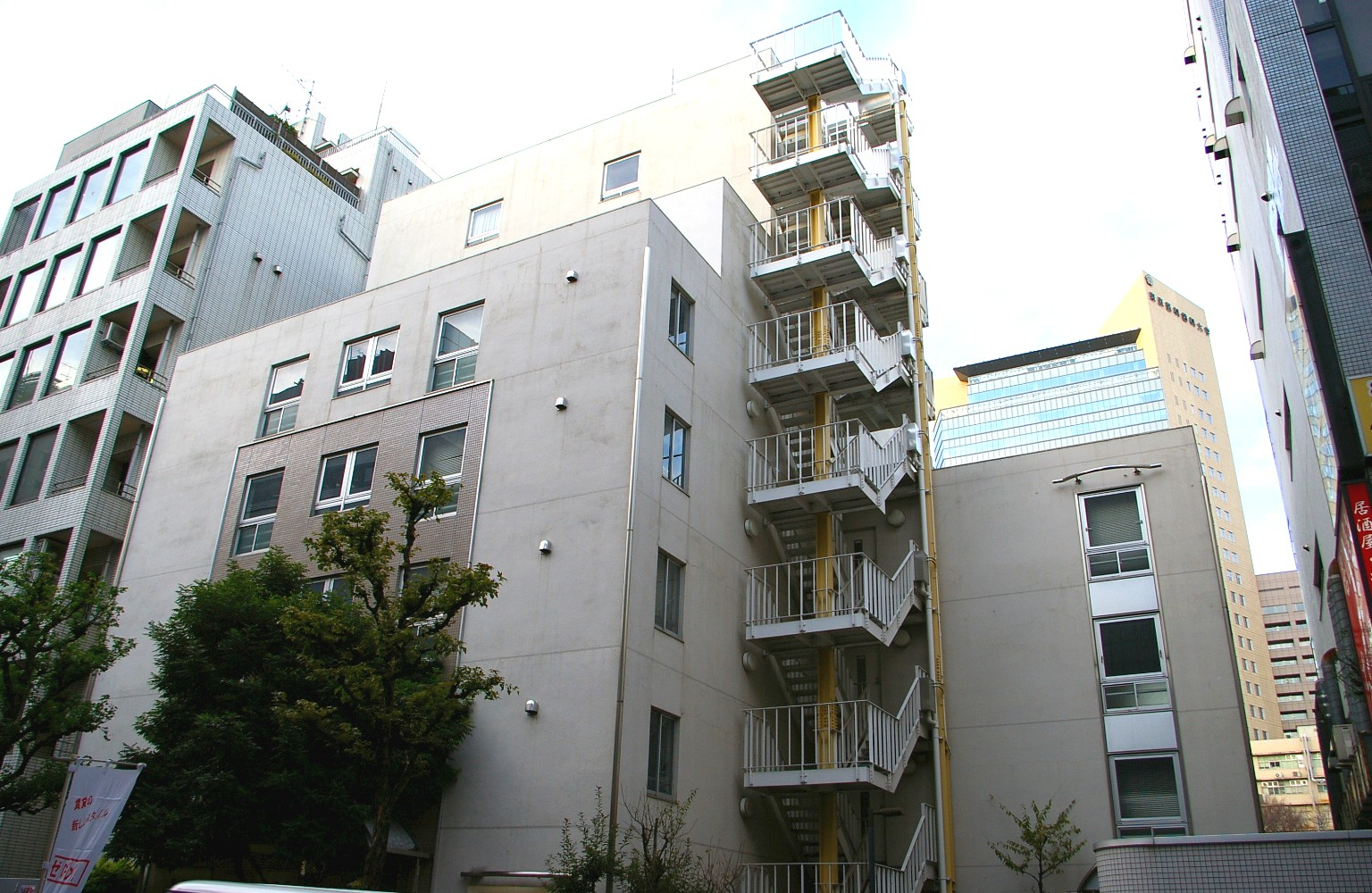
旧駿河台臨床研究棟（現在は跡地にCircles御茶ノ水が建設されている）

## 学生生活

### 東京医科歯科大学教養部

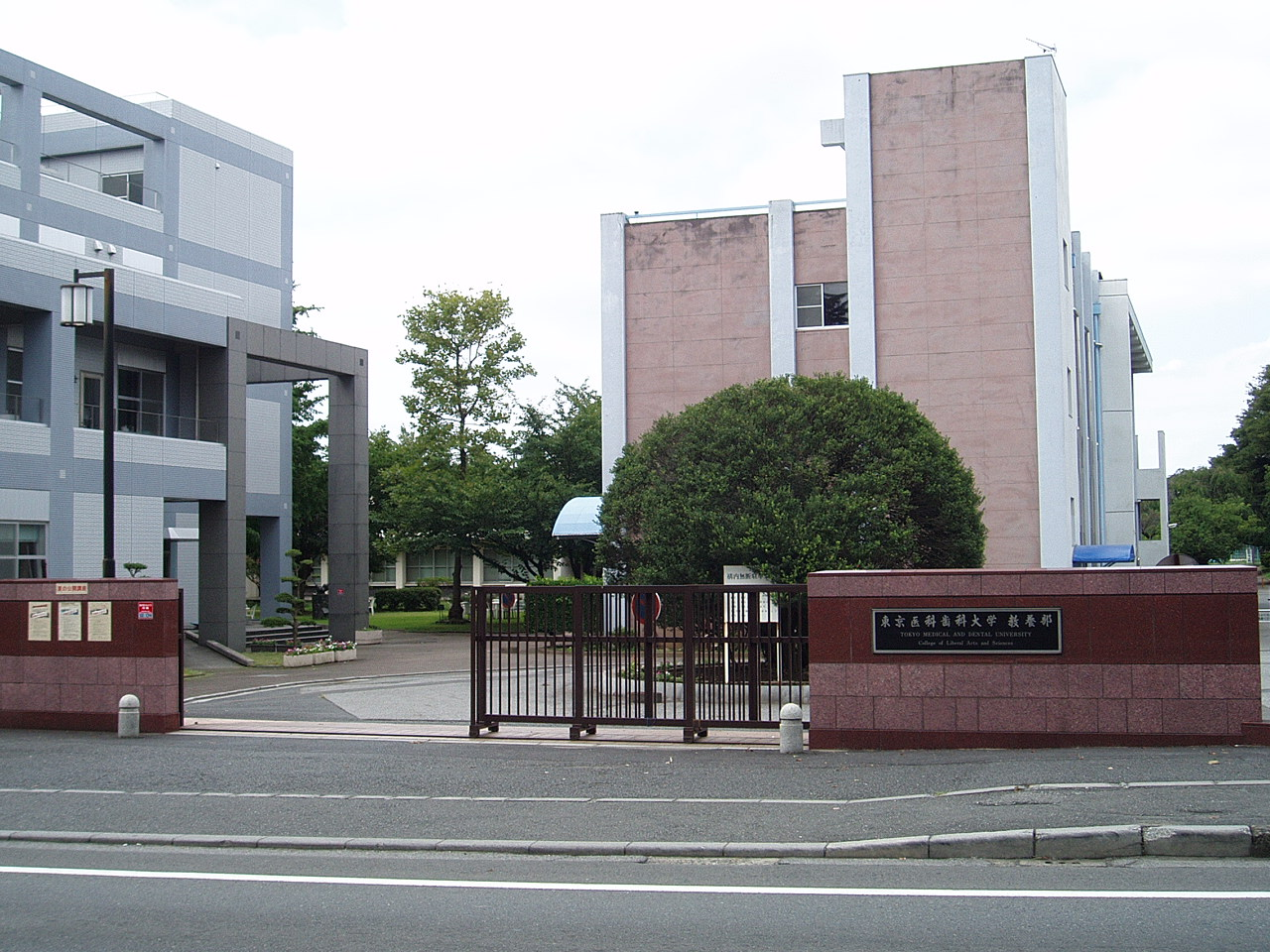
国府台キャンパス

東京医科歯科大学は国立大学で唯一の教養部を置く大学である。同教養部は旧制東京医科歯科大学予科（大学予科）を起源とし、全学科の学生が千葉県市川市の国府台キャンパスの教養部で1年間学ぶ。
国府台キャンパスの敷地面積は、61,049 ㎡。

### スポーツ
学内にはいくつかの運動系の部活、サークルがあり、多くは医歯薬リーグなどでの活動が中心である。全日本レベルの活動を行っている部活としてボート部（オリンピック日本代表選手を輩出）、躰道部（世界選手権日本代表選手を輩出）がある。
お茶の水管弦楽団（通称「お茶管」）は、本学学生とお茶の水女子大学の学生を中心とする団員によって構成されるオーケストラである。2016年には第100回定期演奏会を迎えた。

## エピソード
| 御茶ノ水駅より見た東京医科歯科大学の夜景 |  | 御茶ノ水駅より見た東京医科歯科大学の夜景 |
| 御茶ノ水駅より見た東京医科歯科大学の夜景 |  |                                          |

- 研究棟に一年中深夜まで煌々と明かりが灯っているのが、湯島・駿河台キャンパスがある御茶ノ水地域の風景の一つになっている。柳田邦男の『ガン回廊の朝』に、国立がんセンターの創成期に、同センターの研究者が深夜の帰宅時に電車の車中から本学の研究室に煌々と灯りが灯っているのを見てショックを受け、その対抗心から同センターの研究者達も終電ぎりぎりまで研究に打ち込むようになったエピソードが記されている。
- アニメ『ソードアート・オンラインII』の第3話〜13話において「都立中央病院」として登場している。

## Wiki関係他プロジェクトリンク
- ウィキブックス (Wikibooks)
  - 東京医科歯科大対策